# قائمة برامج قناة سبيستون

شعار قناة سبيستون.

هذه قائمة بالمسلسلات وأفلام الأنمي والرسوم المتحركة التي عُرضت على قناة سبيستون بالتعاون مع مركز الزهرة للدبلجة في مُعظم أعمالها مُنذ افتتاحها في عام 2000 وحتى اليوم. والقائمة مُرتبةٌ أبجديًا مع إهمال أل التعريف.
كان للأنمي النصيب الأكبر في برامج القناة، وقد عُرض أكثر من 400 برنامج، بين مُسلسل وفيلم طوال عقدين من الزمان تقريبًا.
هذه القائمة لا تُعنى بالمُسلسلات التي تُعرض ضمن فقرة سبيس باور، وهي فقرة تقوم بعرض المسلسلات التي كانت تعرض على قناة سبيس باور على شاشة سبيستون، ولمُشاهدة قائمة مسلسلات فقرة سبيس باور. انظر قائمة برامج قناة سبيس باور.

## قائمة المسلسلات
- هذه المقالة قد تكون غير مكتملة، فضلاً شارك في إثراءها

### مفتاح الألوان
|    | نوع العمل                          |
| -- | ---------------------------------- |
| أن | مسلسلات أنمي (رسوم متحركة يابانية) |
| ع  | رسوم متحركة عالمية                 |
| م  | رسوم متحركة مُحرّكة حاسوبيّاً          |
| ح  | برامج تصوير حقيقي                  |
| عر | برامج عربية الإنتاج                |

### آ
|    | العنوان             | الصورة (الغلاف، لقطة أو أي شيءٍ آخر) | نبذة | العرض الأصلي (العرض على سبيستون إن وُجِد) | الكوكب  |
| -- | ------------------- | ----------------------------------- | --- | --------------------------------------- | ------- |
| ع  | آرغاي الفارس النبيل |                                     | تحدث القصة في عامي 1250 و2075 حيث تسافر الملكة الشريرة عبر الزمن لتسرق إحدى الأميرات الجميلات وخطيبة الأمير آرغاي، حيث يسافر الأخير عبر الزمن لإنقاذ خطيبته.   | 2000 (2003)                             | أكشن    |
| ح  | آرمور هيرو          |                                     | يضم المسلسل أبطال وجب عليهم مهمة الدفاع عن وطنهم. | 2009 (2010)                             | أكشن    |
| ع  | آلف                 |                                     | مسلسل أمريكي يحكي الحياة اليومية لبعض من الحيوانات بطريقة فكاهية.                                                                                              | 1989 (2005)                             | مغامرات |
| ع  | الآليون الصغار      |                                     | ينطوي المسلسل على مغامرات مجموعة من الآليين، لا ينبغي الخلط بينه وبين مسلسل آخر يحمل نفس الاسم يعرض على قنوات أخرى.                                            | 2003 (2007)                             | مغامرات |
| م  | آيرون كيد           |                                     | تدور أحداث قصته حول فتى يحاول إيقاف آلي يسمى زعيم الآليين الذي يسيطر على العالم بأسلحته وأتباعه، وهذا هو وريث أحد المقاتلين الذي تمكن من هزيمة الجنرال من قبل. | 2006 (2007)                             | أكشن    |
| عر | آية ويوسف           |                                     | برنامج تعليمي عربي الإنتاج، أبطال آية ويوسف. | 2023 (2023)                             | مغامرات |

### أ
|    | العنوان                      | الصورة (الغلاف، لقطة أو أي شيءٍ آخر) | نبذة | العرض الأصلي (العرض على سبيستون إن وُجِد) | الكوكب  |
| -- | ---------------------------- | ----------------------------------- | --- | --------------------------------------- | ------- |
| أن | أبطال الديجيتال الجزء الأول  |                                     | الجُزء الأول من سلسلة أبطال الديجيتال يخوض سبعة أولاد مُغامرة إلى عالمٍ آخر مُوازي يتحملون فيها مسؤولية إنقاذ العالم وينضم إليهم لاحقاً بطلٌ ثامن. | 1999 (2001)                             | أكشن    |
| أن | أبطال الديجيتال الجزء الثاني |                                     | الجُزء الثاني من سلسلة أبطال الديجيتال وهو جُزء استكمالي للجُزء الأول حيث يُضاف إليهم 3 أبطال جُدد مع بطلٍ رابع يُضاف لهم فيما بعد. | 2000 (2002)                             | أكشن    |
| أن | أبطال الديجيتال الجزء الثالث |                                     | الجُزء الثالث من سلسلة أبطال الديجيتال وهو جُزء مُنفصل عن الجُزئيّن السابقيّن، يخوض فيه ثلاث أولاد مع أولاد آخرين مهمة إنقاذ العالم من الوحوش الرقمية. | 2001 (2003)                             | أكشن    |
| أن | أبطال الديجيتال الجزء الرابع |                                     | الجُزء الرابع من سلسلة أبطال الديجيتال تدور أحداثها في العالم الرقمي حيث مجموعة من الأولاد يقابلون مخلوقات رقميّة ويتقاتلون معها. | 2002 (2004)                             | أكشن    |
| أن | أبطال الديجيتال (2020)       |                                     | المسلسل الثامن في سلسلة أبطال الديجيتال وهو ريبوت لمسلسل الأنمي التلفزيوني الأصلي أبطال الديجيتال الذي عُرض في عام 1999. | 2020 (2024)                             | أكشن    |
| أن | أبطال الكرة                  |                                     | يحكي عن فريق يحلم بأن يصبح الأول في البلاد في كرة القدم وفي أثناء هذا يواجهون بعض المشاكل ولكنهم يتغلبون عليها. | 2008 (2010)                             | رياضة   |
| م  | أبطال المدينة                |                                     | يتناول المُسلسل حياة السيارات في المدينة والأحداث التي يعيشونها. | 2012 (2014)                             | بون بون |
| ع  | أبناء توم وجيري              |                                     | يحكي عن مغامرات أبناء شخصيات المُسلسل الشهير توم وجيري. | 1990 (2000)                             | كوميديا |
| ع  | أبناء الوطن                  |                                     | مسلسل تاريخي يحكي حكاية تأسيس الولايات المتحدة. | 2002 (2005)                             | تاريخ   |
| ع  | الأجنحة الصينية              |                                     | يتضمن المسلسل حكاية طيار يغادر إلى الصين بعد الحرب العالمية الثانية من أجل الانضمام إلى صديق له وهناك يخوضون مغامرات خطيرة. | 1999 (2003)                             | أكشن    |
| أن | أجنحة كاندام                 |                                     | يحكي المسلسل الكرتوني قصة خمسة فتيان من القرى الفضائية يعودون إلى الأرض في مهمة لإعادة أهلهم إلى كوكبهم الأم. | 1995 (2004)                             | أكشن    |
| ع  | أحلام تيمي                   |                                     | يحكي المسلسل عن ولد اسمه تيمي تيرنر وحيد لوالديّه يملك عرابان جنيّان ومربية أطفال اسمها فيكي. دُبلج تحت اسم أحلام تيمي. | 2001 (2016)                             | كوميديا |
| أن | أدغال الديجيتال              |                                     | يحكي قصة ولد اسمه جواد دخل إلى لعبة فيديو يمر من خلالها في مغامرات مع وحوش رقمية. | 1999 (2003)                             | أكشن    |
| ع  | أربعة وأربعون قطة            |                                     | يتحدث المسلسل عن أربعة قطط أصدقاء يسكنون مع جدة في بيت واسع شبيه بالقصر والهررة الأربعة هي ليمبو، بيلو، ميلادي، ميتبول، في مدينة يوجد بها 44 هر مختلف، ويعد ليمبو وأصدقائه من أكثر الهررة معرفة في المدينة ويقومون بعزف الموسيقى في مرئب البيت حيث غرفتهم وتقوم الهررة بالعديد من المغامرات المضحكة والمثيرة.              | 2018 (2024)                             | كوميديا |
| ع  | أرض السعادة                  |                                     | يحكي عن مغامرات مخلوقات لها القدرة على السباحة والطيران. | 1995 (2001)                             | مغامرات |
| عر | أساطير في قادم الزمان        |                                     | قصة المسلسل تدور أحداثها في المستقبل القريب، في حين أن الأحداث تسردها شخصية الجدة لأحفادها عائدة بها الأحداث إلى الماضي، حيث تقدم نصائح وحكم الماضي في شكل أحداث ومحطات زمنية ماضية. | 2019 (2020)                             | مغامرات |
| أن | أساطير في قادم الزمان        |                                     | قصة المسلسل تدور أحداثها في المستقبل القريب، في حين أن الأحداث تسردها شخصية الجدة لأحفادها عائدة بها الأحداث إلى الماضي، حيث تقدم نصائح وحكم الماضي في شكل أحداث ومحطات زمنية ماضية. | 2019 (2020)                             | مغامرات |
| ح  | أسرار الحيوان                |                                     | مسلسل تعليمي يستعرض أسرار الحيوانات يُقدمه ظربان ودب قطبي. | 1994 (2000)                             | أبجد    |
| ع  | أسرار الغابة                 |                                     | يسرد مغامرات الحيوانات مع سرد تثقيفي ومعلومات. | 1999 (2004)                             | مغامرات |
| أن | أسرار ليلى                   |                                     | ليلى هي فتاة ذات إحدى عشر عاماً تملك مصباحاً بداخله حياة أخرى وفتاة تحقق لها ما تريد. | 2001 (2006)                             | زمردة   |
| أن | أسرار المحيط                 |                                     | يتحدث المسلسل عن مغامرات بنت الأحد عشر ربيعاً منارة ووالدها عالم البحار الدكتور مفيد الذي يبحث عبر المحيطات بسفينته الشراعية عن حوت العنبر المتوهج، وحكايتهم مع أنثى الأوركا أو الحوت القاتل "لؤلؤة" و صغيرها "شراع". يصحب هؤلاء في رحلتهم الاستكشافية البحار ياطر ورغدة وخادمها.                                           | 1994 (2000)                             | مغامرات |
| م  | أشكالهم غريبة                |                                     | يسرد حكاية روبوتات أشكالهم غريبة ومغامراتهم في المدينة. | 1998 (2001)                             | بون بون |
| ح  | أصدقاء الدروب                |                                     | مسلسل تعليمي غرضه معرفة الآلات ووسائل النقل. | 1997 (2006)                             | بون بون |
| ع  | الأعاصير                     |                                     | يتناول أحداث نادي كرة قدم رياضي والأحداث التي تحصل أثناء اللعب. | 1993 (2002)                             | رياضة   |
| ح  | أغاني الصغار                 |                                     | مسلسل تعليمي أبطاله أطفال صغار. | 1985 (2005)                             | أبجد    |
| أن | أغنية أبي                    |                                     | يتحدث عن فترة من الزمن احتل فيها الأعداء بلاد فتاة تُدعى جُمان، تفقد ذاكرتها بسبب حادث تحطم طائرة، وتعيش مع صبي وعمته وزوجها حتى تستعيد ذاكرتها. | 1985                                    | زمردة   |
| ع  | أكاديمية الشرطة              |                                     | تدور أحداث المُسلسل في قسم الشرطة حيث مغامرات أفراده مع اللصوص. | 1988 (2000)                             | كوميديا |
| م  | ألفين والسناجب               |                                     | يروي المسلسل قصة السناجب ألفين، سايمون وثيودور في البيت مع راعيهم ديف سيفيل والمدرسة مع أصدقائهم ومعلميهم. | 2015 (2016)                             | كوميديا |
| ع  | أمجد وميمو                   |                                     | يخوض أمجد مغامراته في عالم الكبار برفقة صديقه دمية الدب ميمو. | 1998 (2005)                             | بون بون |
| أن | أمل البطل                    |                                     | يتحدث عن بطل اسمه أمل يستخدم قوة الورق لإيقاف قوة الشر التي تسعى لتدمير البلدة. | 1991 (2005)                             | بون بون |
| ع  | أمنيات طفل                   |                                     | طفل يملك قفاز البيسبول يتعرض هذا القفاز لضربة نجم عابر. هذه الضربة أعطت القفاز قدرات سحرية تُعطي لصاحبه كل ما يتمنى. | 1991 (2004)                             | مغامرات |
| أن | أمير التنس                   |                                     | تدور أحداث القصة في طوكيو، حول ريوما إيشزين معجزة كرة المضرب، والذي كان يدرس في أكاديمية سيشين، وهي مدرسة خاصة تشتهر بنادي التنس القوي بها وبلاعبين التنس الموهوبين، عُرَض تحت اسم ذا برينس أوف ذا تنس. | 2001 (2022)                             | رياضة   |
| أن | أنا وأختي                    |                                     | فرح فتاة تدرس في الصف الرابع، سافر والداها إلى الهند فتأتي ابنة خالتها لتعيش معها، وفي ذات اليوم الذي يسافر فيه والداها، تظهر فتاة صغيرة في المنزل قادمة من كوكب آخر، وعلمت فيما بعد أن اسمها مروة، من خلال اتصال والدة الطفلة عن طريق جهاز خاص كان معها عندما ظهرت. يظهر المسلسل الأحداث التي تحدث مع فرح لتعتني بالطفلة. | 1992 (2005)                             | زمردة   |
| أن | أنا وأخواتي                  |                                     | يتحدث المسلسل عن فتى يدعى شجاع عمره 18 عام، يدرس في الثانوية وهو من يقوم بالأعمال المنزلية وقد ماتت أمه وهو صغير وأباه يعمل خارج المدينة ولديه ثلاث أخوات. | 1992 (2007)                             | مغامرات |
| أن | أنا وأخي                     |                                     | يتحدث المسلسل عن ولد اسمه سامي تُوفيّت والدته في حادث مرور وتركت له أخاه الصغير وسيم. والده يعمل موظفاً بسيطاً لذلك لا يجد الوقت الكافي للعناية بولديّه، وهكذا يقوم سامي بترك أشياء كثيرة كان يحبها ليعتني بأخيه الصغير. | 1996 (2001)                             | مغامرات |
| ع  | أندي باندي                   |                                     | مسلسل موّجه للأطفال أبطاله دمى يُدعيان أندي وباندي. | 2002 (2008)                             | بون بون |
| ع  | أوبتي مورفس                  |                                     | انفجر نيزك بالقرب من الأرض مُتحولاً إلى رقاقات صغيرة انتشرت في بقاع الأرض، وقام المقاتلين الفضائيين بالنزول إلى الأرض لجمعها، ومن أجل ذلك، اختبأوا في سيارات صغيرة. أعجب الناس بهذه السيارات وبنوا حلبات لها. | 2016 (2017)                             | أكشن    |
| أن | أوف سايد                     |                                     | سامر هو حارس مرمى وقائد للفريق يخوض مع ناديه الكمال عدة مباريات من أجل التأهل للأدوار النهائية. | 2001 (2006)                             | رياضة   |
| م  | أوكتوناتس                    |                                     | يتحدث عن فريق من الحيوانات حيث يذهبون في مغامرات تحت سطح البحر بمساعدة أسطول من المركبات المائية. | 2010 (2020)                             | مغامرات |
| ع  | أولاد مشاغبون                |                                     | يدور عن يوميات أولاد مشاغبون يحبون اللهو والفوضى. | 2002 (2009)                             | كوميديا |

### إ
|    | العنوان        | الصورة (الغلاف، لقطة أو أي شيءٍ آخر) | نبذة | العرض الأصلي (العرض على سبيستون إن وُجِد) | الكوكب  |
| -- | -------------- | ----------------------------------- | --- | --------------------------------------- | ------- |
| ح  | إتقان الإنترنت |                                     | برنامج علمي يخوض من خلاله رحلة خاصة حول العالم من خلال إتقان الإنترنت. | عقد 1990                                | علوم    |
| أن | إل بي إكس      |                                     | يتحدث عن عام 2046 وعن طريقة تحسين علب الورق المقوى حتى بات أمراً صعباً كسرها أو إتلافها، وبالتالي صار أطفال المدينة يتنافسون في مباريات وديّة داخل هذه العُلب وصنع كل طفل منهم مُحارباً آلياً يفوز بواسطته. | 2011 (2015)                             | أكشن    |
| ع  | إنشانتيمالز    |                                     | مغامرات يومية تعيشها فتيات مُهجنات من الحيوان والإنسان بالإضافة إلى الحيوانات الصغيرة الأخرى. | 2018 (2020)                             | زمردة   |
| أن | إيداتين جمب    |                                     | يتحدث المُسلسل عن فتى يُدعى ورد مع أصدقائه الذين يمارسون رياضة الدراجات الجبلية. | 2005 (2008)                             | رياضة   |
| أن | إيروكا         |                                     | تعيش إيروكا ابنة السيد يوسوكي شيزو والمغنية السابقة ميناكو حياة كريمة ومرفهة إلى أن جاء يوم افتتاح مسرح الحياة البحرية حيث كانت بانتظارهما هناك، فكانت الفاجعة أن مات والدها بحادث ودخلت الأم في غيبوبة والتي بعد ذلك تستيقظ ولكن تفقد ذاكرتها. عندها يكشف شريك والدها كوسوكي عن وجهه الحقيقي، ويجبرها على الغناء من أجل كسب المال. | 1989 (2006)                             | زمردة   |
| ع  | إيس فينتورا    |                                     | مسلسل كرتوني مُستوحى من ايس فنتورا: عندما تنادي الطبيعة. | 1995                                    | كوميديا |
| أن | إيكوسان        |                                     | إيكوسان راهب بوذي، صغير في العمر، يتمتع بالذكاء الشديد، وهو ابن الامبراطور كوماتسو في اليابان، انفصلت والدته آيو عن والده وهو في عمر الخمس سنوات، يتدرب منذ صغره ليعتاد على أن يكون راهباً في المعبد، ويسأم أحياناً من تعاليم لرهبان؛ لهذا يقوم بخلق المتاعب الصغيرة لهم، لكنه يسعى لمساعدتهم في ذات الوقت كونه صبي ذكي ومحبوب.       | 1975 (2000)                             | مغامرات |
| أن | إيميلي         |                                     | القصة تدور حول فتاة يتيمة تدعى إيميلي دوغلاس بارد ستار انتقلت للعيش عند أسرة " الموراي " بعد وفاة والدها وهذه الأسرة في الحقيقة هي أسرة والدتها جولييت المتوفاة منذ زمن بعيد. | 2007 (2010)                             | زمردة   |

### ا
|    | العنوان             | الصورة (الغلاف، لقطة أو أي شيءٍ آخر) | نبذة | العرض الأصلي (العرض على سبيستون إن وُجِد)                    | الكوكب  |
| -- | ------------------- | ----------------------------------- | --- | ---------------------------------------------------------- | ------- |
| ع  | ابقوا معنا          |                                     | مسلسل رسوم متحركة كندي يحتوى على مغامرات أطفال مشاغبين يترأسهم برادلي. | 1996 (2006)                                                | كوميديا |
| عر | افتح يا سمسم        |                                     | هو الجُزء الرابع وإعادة إحياء للمُسلسل التعليمي التربوي الشهير افتح يا سمسم الذي عُرض في سبعينات القرن العشرين، وهو برنامج تعليمي هادف أبطاله شخصيات معروفة منهم نُعمان الطائر العملاق وملسون وغيرهم. | 2015 (الجُزء الأول) 2017 (الجُزء الثاني) 2019 (الجُزء الثالث) | أبجد    |
| ح  | اكتشاف أعماق البحار |                                     | برنامج علمي يكشف أسرار المحيطات والبحار. | 1993                                                       | علوم    |

### ب
|    | العنوان             | الصورة (الغلاف، لقطة أو أي شيءٍ آخر) | نبذة | العرض الأصلي (العرض على سبيستون إن وُجِد) | الكوكب  |
| -- | ------------------- | ----------------------------------- | --- | --------------------------------------- | ------- |
| ع  | بابار               |                                     | يتحدث عن حياة عائلة من الأفيال. | 1989 (2000)                             | بون بون |
| م  | بابار ومغامرات بادو |                                     | نسخة مُحدثّة من مسلسل بابار. | 2010 (2017)                             | بون بون |
| ع  | باباي               |                                     | تدور القصة عن بحار إسمه باباي يقوم بالمغامرات برفقة زوجته زيتونة، وهو رجل قوي تزداد قوته عندما يأكل السبانخ وتساعده زوجته أيضاً. عدو باباي اللدود والدائم هو بلوتو الضخم وعندما يتشاجر مع أحد فإنه لا يستغني عن السبانخ لأنها تزيده قوة بينما زوجة باباي دائمة الصراخ عندما يختطفها أحد وصوتها عالي جدا وهي لا تتعرض للاختطاف إلا من بلوتو. عُرض مسلسل آخر مرتبط به باسم باباي وابنه. | 1978 (2000)                             | مغامرات |
| ع  | باباي وإبنه         |                                     | يستعرض المسلسل مغامرات جونيور، ابن البحار باباي وزوجته زيتونة حيث يرث قدرة أبيه على اكتساب قوة خارقة من تناول السبانخ. | 1987 (2008)                             | مغامرات |
| ح  | بابي لاند           |                                     | برنامج تعليمي بطله رجل يُعلم الأطفال الرسم ويعيش مع عدد من المخلوقات ولديه مكنسة سحرية. | 1993                                    | أبجد    |
| ع  | باتمان              |                                     | يتحدث المسلسل عن الشخصية الشهيرة باتمان ومُحاربته للقوى الشريرة. | 1992 (2000)                             | أكشن    |
| أن | باتل بيدا مان       |                                     | تدور أحداث قصة هذا الأنمي في زمن مختلف عن زمننا إذ أن الناس كانوا يمارسون لعبة البيدامان منذ قديم الزمان وكان هناك قط يدعى (أرمادا) وهو الذي ابتكر هذه اللعبة وكان يدرب اللاعبين عليها. | 2004 (2007)                             | أكشن    |
| م  | بارني دريمتوبيا     |                                     | تشيلسي روبرتس وشقيقتها باربي تجدان نفسيهما يتجولان في أرضهما الخيالية دريمتوبيا. | 2017 (2020)                             | زمردة   |
| ح  | بارني والأصدقاء     |                                     | ملامح شخصية العنوان بارني، والديناصور الأرجواني المجسم ريكس الذي ينقل التعلم من خلال الأغاني وروتين الرقصات الصغيرة بطريقة ودية تفاؤلية. | 1992 (2000)                             | أبجد    |
| ع  | باص المدرسة العجيب  |                                     | برنامج تعليمي يخوض فيه طلاب المدرسة مغامرات تعليمية في باص عجيب. | 1994 (2000)                             | أبجد    |
| أن | باكوغان             |                                     | في أحد الأيام، سقطت بطاقات عجيبة من السماء، فقام أطفال العالم بأسره بجمعها . هذه البطاقات تمثل وحوشا مختلفة، بيئات مختلفة وقدرات متباينة، مما جعل الأطفال يخترعون لعبة بطاقات شعبية. | 2007 (2009)                             | أكشن    |
| أن | بالديو              |                                     | مسلسل أنمي قديم يتحدث عن بالديو مقاتل الفضاء. | 1980 (2017)                             | أكشن    |
| ح  | باور رينجرز         |                                     | برنامج الأطفال التلفزيوني الأميركي الشهير باور رينجرز عُرض في القناة على عدة أجزاء. | 2015 (2006)                             | أكشن    |
| ع  | بايكر مايس          |                                     | يتحدث عن لاعب يحب الدراجات النارية ويكون فريقه الخاص يُدعى بايكر مايس. | 2006 (2008)                             | أكشن    |
| ح  | البحث عن المعرفة    |                                     | برنامج تعليمي يعرض أهم اللقطات الحقيقية بغرض التعلم. | 1988 (2000)                             | علوم    |
| عر | بخيت أبو شطة        |                                     | يحكي عن مغامرات شخص يُدعى «بخيت» مع صديقه السري «شطة». | 2023 (2023)                             | مغامرات |
| ح  | بسابيس              |                                     | مسلسل تعليمي أبطاله عدد من القطط. | 1991 (2000)                             | أبجد    |
| أن | البطل الذهبي        |                                     | القصة تدور حول صبي صغير يدعى هيرو تايكاي الذي يجد قداحة ذهبية عند الحاجة تتحول إلى رجل آلي عملاق، البطل الذهبي الذي يتعين بمهمة لانقاذ الأرض من الملك لبالدا. | 1981 (2006)                             | أكشن    |
| ع  | بلازينج تيم         |                                     | هو إعادة صناعة لمُسلسل بلازينج تينز. | 2015 (2019)                             | أكشن    |
| ح  | بلازينج تينز        |                                     | يحكى عن المدارس الإعدادية التي لها فرق لعب اليويو ويحكى كذلك عن أفضل أبطال لعب اليويو في العالم. عُرض تصوير حقيقي في الجُزء الأول والثاني بينما تم تحويله إلى رسوم متحركة في الأجزاء الأخرى. عُرض في سبيس تون الجُزء الأول والثاني والخامس. | 2006 (2009)                             | أكشن    |
| أن | بلاستر              |                                     | تدور احداث المسلسل حول عالم مسالم يدعى بلاستر وبسبب بعض الوحوش تم نقض السلام واصبح يعيش في فوضى عارمة. | 2003 (2006)                             | أكشن    |
| ع  | بن تن               |                                     | تدور قصتة عن صبي يكتشف جهازا شبيها بالساعة يلتصق بمعصمه يتيح له التحول إلى عشرة مخلوقات فضائية. | 2005                                    | أكشن    |
| أن | البؤساء             |                                     | يحكي الأنيمي قصة فتاة تُدعى كوزيت تتحوَّل حياتها السعيدة مع أمها في مدينة باريس إلى حياة بائسة عند عائلة تيناردييه، وما يليها من أحداث بعد موت أمها. | 2007 (2013)                             | مغامرات |
| م  | بوبلز               |                                     | مخلوقات عجيبة يُمكنها الدخول والخروج في نوع صغير من الكرات، يقومون دائماً بمُساعدة أصدقائهم وجيرانهم، ولكنهم دائماً بنتائج عكسية. | 2015 (2018)                             | زمردة   |
| م  | بوكويو              |                                     | برنامج تعليمي للأطفال بطله طفل صغير يبلغ من العمر أربعة أعوام اسمه بوكويو. | 2005 (2015)                             | أبجد    |
| أن | بوكيمون             |                                     | يحكي المُسلسل عن فتى عمره عشرة أعوام يُدعى آش يخوض مغامراته برفقة أصدقائه ومخلوق البوكيمون بيكاتشو. | 1997                                    | أكشن    |
| أن | بي بليد             |                                     | تدور أحداثها حول فريق من المقاتلين بمعيَّة بلابلهم المغزليَّة. عُرض منه عدة أجزاء على سبيس تون بأسماء مُختلفة. | 2001 (2004)                             | رياضة   |
| أن | بي باتل برست        |                                     | يتحدث المسلسل عن أحد لاعبي البلابل وسعيّه مع زملائه للوصل إلى نهائيات البطولة الوطنية. | 2015 (2018)                             | رياضة   |
| أن | بي بو با            |                                     | يتحدث المسلسل عن فتى اسمه تمّام تصله رسالة مُشفرة وعندما يفتحها ينتقل إلى عالم الحاسوب وهُناك يلتقي ثلاثة أطياف يُدعون بي وبا وبو. | 2008 (2013)                             | مغامرات |
| ع  | بيبي تون            |                                     | قبل أن يصبحو نجوم لوني تونيز الشهيرين كبارًا كانوا صغارًا. كانوا بنصف حجمهم الحالي ويسببون ضعف حجم المتاعب للجدة المسكينة. | 2002                                    | كوميديا |
| ع  | بيبي الشقية         |                                     | بيبي فتاة تتمتع بقوى خارقة حيث تستخدم قواها في مساعدة الآخرين وأحياناً تكون شقية بتصرفاتها مما تعمل على أحداث بعض الفوضى في المدينة وإزعاج من حولها. | 1997 (2003)                             | زمردة   |
| أن | بيدا بول            |                                     | يكون هناك حكيم ومخترع عظيم في مدينة بيدا ويوجد عنده مختبر فيختار أولاد شجعان ليكونوا حامين لهذا المختبر وهذه المدينة الكبيرة التي فيها خير كثير والتي يهجم عليها الأشرار باستمرار ويحاولوا سرقة غنائمها وقتل الناس والاستيلاء عليها، ويتحقق هذا المطلب ويهزمون الأشرار ويعود الهدوء والأمان إلى المدينة.                                                                            | 1998 (2001)                             | أكشن    |
| أن | بيدامان كروس فاير   |                                     | تتحدث القصة عن البيدامانات التي بداخلها حيوانات البيدا الأسطورية والتي تختلف من بيدا إلى بيدا من حيث القوة وأقوى هذه الحيوانات هي التنانين، وريكي هو بطل المسلسل الذي كان فاشلاً في لعبة البيدامان وأصبح بعد أن تعرف على دراسيان بطل الأنمي في بيدامان كروس فصار بطلا في هذه اللعبة.                                                                                                 | 2011 (2014)                             | أكشن    |
| ع  | بينك بانتر          |                                     | تدور أحداثه حول مغامرات وطرائف الشخصية الشهيرة النمر الوردي. | 1993 (2000)                             | كوميديا |
| ع  | بينكي وبرين         |                                     | تدور أحداثه حول فأري اختبار يعيشان في مختبرات علمية هدفهما هو السيطرة على العالم أحدهما يدعى برين وهو العبقري والآخر بينكي الغبي. | 1995 (2002)                             | كوميديا |
| م  | بيورن وباكي         |                                     | يحكي مغامرات اثنين من الدببة الصغيرة التي لا تعرف الكلل والملل. | 2017 (2020)                             | مغامرات |

### ت
|    | العنوان               | الصورة (الغلاف، لقطة أو أي شيءٍ آخر) | نبذة | العرض الأصلي (العرض على سبيستون إن وُجِد) | الكوكب  |
| -- | --------------------- | ----------------------------------- | --- | --------------------------------------- | ------- |
| ع  | تاز المشاكس           |                                     | يتحدث عن حيوان مجنون من نوع شيطان تسمانيا يُدعى تاز ومغامراته مع أسرته.                                                                                     | 1991 (2002)                             | كوميديا |
| أن | تاما والأصدقاء        |                                     | قصة المسلسل هي عن قطين الأول تاما والثاني مومو، ومغامراتهما مع أصدقائهما، مجموعة القطط والكلاب الأخرى.                                                     | 1994 (2000)                             | بون بون |
| ع  | تايني تون             |                                     | تدور القصة حول بلدة خيالية من آكمي أكيرس. حيث توجد شخصيات لوني تونز.                                                                                       | 1989 (2003)                             | كوميديا |
| م  | تراك تاون             |                                     | يتحدث عن سيارة ناطقة ومغامراتها في المدينة مع الشاحنات والسيارات والآلات الأخرى.                                                                           | 2014 (2016)                             | مغامرات |
| أن | ترانسفورمرز سايبرفيرس |                                     | عندما يبدأ البطل الخارق الآلي بامبلبي بفقدان ذاكرته، يبدأ شريكه وندبليد بعملية مساعدته في إصلاح ملفات ذاكرته.                                              | 2018 (2020)                             | أكشن    |
| ع  | تل الأحلام            |                                     | يتحدث عن عائلة من الأرانب في البراري. | 1999                                    | مغامرات |
| ح  | تليتبيز               |                                     | البرنامج يتحدث عالم تليتبيز المبهج والمرح وأربع شخصيات بألوان مُختلفة يمرحون فيه.                                                                           | 1997 (2005)                             | أبجد    |
| ع  | التنانين المرحة       |                                     | يتحدث المسلسل عن حياة عائلة من التنانين الخضراء. | 1996 (2001)                             | كوميديا |
| ع  | توب بليت              |                                     | يروي المسلسل عن ألعاب البلابل. | 2013 (2015)                             | رياضة   |
| أن | توم سوير              |                                     | قصة مُقتبسة من رواية تحمل نفس الاسم. | 1980 (2015)                             | مغامرات |
| ع  | توم وجيري             |                                     | المُسلسل الشهير الذي يحكي مغامرات ملاحقة القط توم للفأر جيري.                                                                                               | 1940 (2001)                             | كوميديا |
| م  | توماس والأصدقاء       |                                     | يستند على مجموعة من القاطرات والمركبات البرية التي تعيش في جزيرة سودور الخيالية.                                                                           | 1984 (2015)                             | بون بون |
| ع  | تومي وأوسكار          |                                     | تومي صبي يبلغ من العمر 10 سنوات مع صديقه الغريب أوسكار وأصدقائه يوكاري وبيتر جنباً إلى جنب مع عمه، البروفيسور ليونارد، يتضافرون لوقف الرغبات الشريرة لقيصر. | 1999 (2001)                             | مغامرات |
| ع  | تيتوف                 |                                     | هذه السلسلة تروي الحياة اليومية لتيتوف، وهو صبي يبلغ من العمر 10 سنوات.                                                                                    | 2001 (2007)                             | كوميديا |
| م  | تيغ وليو              |                                     | تيغ وليو نمران يسعيان إلى اكتشاف الأشياء الجديدة في الغابة.                                                                                                | 2016 (2020)                             | مغامرات |

### ث
|    | العنوان  | الصورة (الغلاف، لقطة أو أي شيءٍ آخر) | نبذة | العرض الأصلي (العرض على سبيستون إن وُجِد) | الكوكب  |
| -- | -------- | ----------------------------------- | --- | --------------------------------------- | ------- |
| أن | الثابتون |                                     | تدور أحداث هذه السلسلة حول ثلاثة أولاد من المدرسة الابتدائيه مهمتهم هي مساعدة الفتيات عند الخطر ومغامرتهم في المدرسه، وزعيم هذه المجموعه الصغيره هو نوكورو. | 1997 (2007)                             | مغامرات |

### ج
|    | العنوان      | الصورة (الغلاف، لقطة أو أي شيءٍ آخر) | نبذة | العرض الأصلي (العرض على سبيستون إن وُجِد) | الكوكب  |
| -- | ------------ | ----------------------------------- | --- | --------------------------------------- | ------- |
| أن | جريندايزر    |                                     | فكرة المسلسل قائمة على الصراع بين الخير والشر، حيث تهدف قوى الشر إلى السيطرة على جميع الكواكب.                                               | 1979 (2002)                             | أكشن    |
| عر | جزيرة سن توب |                                     | يحكي عن قصة الدب سن توب المتعلق بمشروب العصير وحياته في الجزيرة رفقة طفلين.                                                                  | 2016 (2018)                             | مغامرات |
| أن | جزيرة الكنز  |                                     | تبدأ القصة في القرن 18 في منطقة ساحلية إنجليزية. حيث فتى يبلغ من العمر 13 عاماً يسعى إلى البحث عن كنز في إحدى الأماكن.                        | 1978 (2001)                             | مغامرات |
| أن | جنى          |                                     | جنى فتاة نشيطة تتصرف كالصبيان، تعيش في بيت السيدة أمينة في "تل الزهور" مع أطفال مثلها يربونهم على حسن الخلق ويتلقون العلم أيضاً ومهناً متنوعة. | 1999 (2008)                             | زمردة   |
| أن | جنود المحطة  |                                     | قصة المسلسل تنطوي على سلسلة من القطارات السريعة التي تملك القدرة على التحول إلى روبوتات ولهم صديقان من البشر.                                | 1999 (2002)                             | أكشن    |
| ع  | جوني كويست   |                                     | يخوض جوني عالم افتراضي غريب تم إنشائه مُسبقاً.                                                                                                 | 1996 (2000)                             | أكشن    |

### ح
|    | العنوان           | الصورة (الغلاف، لقطة أو أي شيءٍ آخر) | نبذة | العرض الأصلي (العرض على سبيستون إن وُجِد) | الكوكب  |
| -- | ----------------- | ----------------------------------- | --- | --------------------------------------- | ------- |
| أن | الحديقة السرية    |                                     | فتاة تُدعى ماري تكتشف حديقة سرية ضخمة مُحاطة بأسوار. | 1991 (2002)                             | زمردة   |
| ع  | حشرات ومغامرات    |                                     | يروي مغامرة بعض الحشرات وأصدقائهم من الحيوانات. | 2003                                    | بون بون |
| ح  | الحصان الأسود     |                                     | مسلسل درامي كلاسيكي نادر، يتحدث عن متسابق الخيل وحصانه الأسود. | 1990 (2002)                             | مغامرات |
| ح  | حكايا زاك         |                                     | زاك عمدة يعمل على حل مشاكل الفتيان. | 1990 (2006)                             | بون بون |
| ع  | حكايات لا تنسى    |                                     | يستعرض مجموعة من القصص المُستوحاة من نسج الخيال للتعلم والفائدة على شكل أفلام بحلقات مُتتالية، من تلك الأفلام الغني والفقير وزعيم الغابة وغيرها. | 1983 (2000)                             | أفلام   |
| أن | حكايات ما أحلاها  |                                     | يستعرض مجموعة من القصص التي قد تبدو واقعية، منها بائعة الكبريت. | 1995 (2005)                             | تاريخ   |
| ع  | حكاية فرحان       |                                     | فرحان دُب أبيض يعيش مع والديه يحكي قصص مُختلفة ومغامرات برفقة أصدقائه. | 1991 (2001)                             | بون بون |
| أن | الحماة الأبطال    |                                     | ريم وديما فتاتان طبيعيتان سقطوا في عالمٍ بديلٍ مليءٍ بشعبٍ صغيرٍ في الحجم، الناس في هذا العالم الغامض يعتبرون الفتاتان "حماةً أبطال" الذي يمكن أن يحموا أرضهم في زمن الحروب، الفتاتان تعينوا مع مجموعة من المحاربين في مهمة لمعرفة كيف تم نقلهم إلى هنا وكيفية عودتهم إلى ديارهم. | 2000 (2003)                             | أكشن    |
| ع  | حماة الياقوت      |                                     | فرقة شريرة تهجم على مدينة، تظهر فرقة أخرى تُدعى حماة الياقوت يقومون بصد العدوان. | 1993 (2003)                             | أكشن    |
| أن | حنين              |                                     | تدور أحداث المسلسل عن فتاة اسمها حنين، تبلغ من العمر 12 سنة تأتي من كوكب بعيد. يرسلها والداها إلى كوكب الأرض لمساعدة سكانه، وحمايتهم من الأشرار. | 1982 (2000)                             | زمردة   |
| ح  | الحياة بالأرقام   |                                     | يستعرض معلومات وحقائق وعجائب في الحياة بالأرقام. | 1998 (2000)                             | علوم    |
| ح  | حياة الدمى السرية |                                     | يُصور المسلسل حياة الدمى التي تقطن في غرفة للألعاب تابعةً لطفلين. | 1994 (2000)                             | بون بون |

### خ
|   | العنوان                 | الصورة (الغلاف، لقطة أو أي شيءٍ آخر) | نبذة | العرض الأصلي (العرض على سبيستون إن وُجِد) | الكوكب  |
| - | ----------------------- | ----------------------------------- | --- | --------------------------------------- | ------- |
| ع | خروف في المدينة الكبيرة |                                     | تدور حول مغامرات خروف يعيش في المدينة برفقة أصدقائه، وفجأة تداهمهم قوة عسكرية حيث يضطرون إلى الهروب من المدينة. | 2000 (2007)                             | كوميديا |

### د
|    | العنوان           | الصورة (الغلاف، لقطة أو أي شيءٍ آخر) | نبذة | العرض الأصلي (العرض على سبيستون إن وُجِد) | الكوكب  |
| -- | ----------------- | ----------------------------------- | --- | --------------------------------------- | ------- |
| أن | داي الشجاع        |                                     | تبدأ الأحداث بأن يتذكر طفل صغير اسمه داي قصة أخبره بها جده الذي تبناه وهو ساحر الوحش براس، تحكي القصة عن هزيمة رئيس الشياطين هيدلر على يدي بطل يدعى آفان. و بهزيمة هيدلر تحررت كل الوحوش من إرادته الشريرة وعاد السلام ليمسك بمقاليد الحكم في العالم لعشر سنوات قادمة.                                  | 1991 (2000)                             | أكشن    |
| أن | دايس              |                                     | يحكي عن منظمة تحمل نفس الاسم هدفها مساعدة المحتاج في أي وقت وفي أي مكان. | 2005 (2006)                             | أكشن    |
| ع  | الدب يوغي         |                                     | تجري القصة في بلدة ييلوستون مع الدب يوغي والشخصيات الشعبية الأخرى بما فيهم كلب الصيد هاكليبيري، سناغليبوس، الدب بوو ـ بوو، الجهيزة سيندي. | 1991                                    | كوميديا |
| ع  | الدببة الطيبون    |                                     | يحكي عن مجموعة من الدببة ومغامراتهم مع أصدقائهم. عُرض تحت اسم كير بيرز. | 1985                                    | بون بون |
| ع  | دبدوب المحبوب     |                                     | دبدوب المحبوب هو دب صغير يبلغ من العمر 6 سنوات، يعيش في الغابة مع عائلته وأصدقائه، وهو يحب الاستكشاف دائما برفقة أصدقائه. | 1995 (2000)                             | بون بون |
| ح  | الدراج المقنع     |                                     | تدور القصة عن يوجي الصحفي الذي يحصل على إحدى بطاقة الدراجين فيجد نفسه وسط صراع بين الدراجين إلى حد الموت. يتم التصوير بالخدع السينمائية. | 2002 (2007)                             | أكشن    |
| م  | دراغون بوستر      |                                     | يحكي المسلسل عن بطل يدعى سيد التنانين مقدر له منع الحرب بين البشر والتنانين وهدفه أن يعيش البشر والتنانين في سلام وينتهي الصراع الدائم منذ الأزل | 2004 (2005)                             | أكشن    |
| أن | دراغون بول        |                                     | تحكي القصة عن مغامرات سون غوكو منذ طفولته حتى بلوغه بينما يتمرن على الفنون القتالية ويستكشف العالم باحثًا الأجرام السماوية السبعة المسماة كرات التنين والتي تستدعي تنين يمنح الأمنيات عند جمعها. عُرضت أجزاء دراغون بول ودراغون بول زد ودراغون بول كاي ودراغون بول سوبر.                                  | 1986 (2002)                             | أكشن    |
| أن | دروب ريمي         |                                     | ريمي فتاة من عائلة نبيلة فقدتها والدتها وهي طفلة رضيعة وربتها امرأة فقيرة على أنها ابنتها، ثم تكبر ريمي وتعرف الحقيقة، ويحاول زوج أمها أن يبيعها لحاجته للنقود، فتهرب ريمي مع فيتالِس الذي يعمل مع حيواناته الأليفة كفرقة غنائية جوالة وتنضم إليهم كعضوة في الفرقة، وفي نفس الوقت تبحث عن أمها الحقيقية. | 1996 (2002)                             | زمردة   |
| ع  | دروبي ودريبل      |                                     | يحكي عن الكلب دروبي وابنه دريبل الذي يعملون كمحققين وسط شوارع مدينة كبيرة. | 1993                                    | كوميديا |
| أن | دروبي مع دو ري مي |                                     | يحكى عن فتاة اسمها هاروكازي دوريمي في الصف الثالث الابتدائي في مدينة ميسورا دائما ما تعترض على حظها السيئ لذلك تحلم أن تكون ساحرة لتفعل كل ما تريد وتكوّن بعد ذلك مع صديقتيها فريقاً من الساحرات. عُرض منه عدة أجزاء.                                                                                      | 1999 (2006)                             | زمردة   |
| أن | دريلاند           |                                     | تدور القصة الرئيسية عن فتاة تدعى دافينا تكلفها معلمتها بوني بالذهاب في مغامرة للبحث عن الأحجار السرية الثلاث. | 2012 (2015)                             | مغامرات |
| ع  | دلفي              |                                     | يركز المسلسل على الدلفين دلفي وأصدقائه ومغامراتهم تحت البحار، عُرض الجزء الرابع فقط على سبيستون. | 1992                                    | مغامرات |
| ع  | الدليل            |                                     | يحكي المسلسل عن اقتفاء الدليل للقبض على إحدى اللصوص الذين سرقوا الكنوز. | 1994 (2007)                             | مغامرات |
| ع  | الدنيا روزي       |                                     | روزي فتاة تبلغ من العمر 6 سنوات تخوض مغامرات تعليمية. | 2010 (2015)                             | مغامرات |
| م  | دودي وخضور        |                                     | دودي هي بطة بيضاء صديقها هو خضور تمساح طريف يخوضون مغامرات متنوعة ومضحكة في البلدة. | 2001 (2004)                             | كوميديا |
| أن | دورايمون          |                                     | يحكي المسلسل عن قط آلي يسمى دورايمون وهو من القرن الثاني والعشرين وقد أتى إلى القرن الحادي والعشرين عبر آلة الزمن من المستقبل لينقذ ولد كسول من مستقبله المريع يسمى نوبي. عُرض الجزء الثاني من السلسلة الرئيسية بإسم عبقور وأما الجزء الثالث فقد دُبلج بإسم دورايمون.                                     | 2005 (2016)                             | كوميديا |
| ع  | دينوفورز          |                                     | يشبه مسلسل الأنمي الياباني الديجيمون (أبطال الديجيتال الجزء الرابع) حيث يندمج أبطال المسلسل مع المرافقين لهم ويتحولوا إلى وحوش معظمهم من الديناصورات. | 2012 (2013)                             | أكشن    |

### ر
|    | العنوان           | الصورة (الغلاف، لقطة أو أي شيءٍ آخر) | نبذة | العرض الأصلي (العرض على سبيستون إن وُجِد) | الكوكب  |
| -- | ----------------- | ----------------------------------- | --- | --------------------------------------- | ------- |
| عر | رحلة مع عمو حسن   |                                     | العم حسن رجل يقوم باصطحاب الأطفال إلى الأماكن الدينية المقدسة لتعليمهم الأمور الإسلامية وتاريخ الأمم الإسلامية.                                                                                     | 2009                                    | تاريخ   |
| أن | الرمية الملتهبة   |                                     | تتحدث القصة عن رحلة سامي على درب أبيه البطل الراحل رعد الذي ورث منه ممارسة رياضة كرة اليد الخارقة. كان الجميع يسخر منه في البداية لقصر قامته لكن في الملعب يصبر لاعباً صنديداً عالي الأخلاق الرياضية. | 1991 (2000)                             | رياضة   |
| أن | رنين الجواهر      |                                     | يتحدث عن منطقة تسمى "جويللاند" أي أرض الجواهر ويتحدث عن هذا العالم وسكانه كلهم من حيوانات الجواهر.                                                                                                  | 2009 (2011)                             | زمردة   |
| ح  | الرواد الخارقون   |                                     | خرج مجموعة من رواد الفضاء لإعادة قمر صناعي إلى الأرض، يجدون شعوباً تدعى الترياك تتعرض إلى أخطار خارجية من أشرار، يخوض رواد الفضاء معارك مع أولئك الأشرار.                                            | 1996 (2005)                             | مغامرات |
| ع  | رواد المخاطر      |                                     | يحكي قصة خمسة كلاب تحولوا إلى أبطال خارقين يسعون لهدم الشر. | 1996                                    | أكشن    |
| أن | روبن هود          |                                     | روبن هود ابن لرجل نبيل كان يدافع عن الخير إلى أن مات هو وزوجته ودُمر منزله، فقرر روبن أن يخطو خطى والده وأن يدافع عن المظلومين، وأخذ يتنقل في الغابة ويتعرف على الأصدقاء.                            | 1990 (2001)                             | تاريخ   |
| ح  | روبوكون           |                                     | روبوكون رجل آلي يعمل لدى عائلة أوياما حيث يعيش معهم ويساعدهم في جميع أعمالهم ويعتبر من أفضل الروبوتات على الاطلاق ويتعرض للكثير من المتاعب.                                                         | 1999 (2005)                             | مغامرات |
| ع  | روزي الصغيرة      |                                     | تدور احداث المسلسل عن فتاة في الثامنة من عمرها تدعى روزي ولها اخت تدعى تيس وأفضل اصدقائها بادي. | 1990 (2004)                             | زمردة   |
| ح  | روفترز            |                                     | برنامج ترفيهي للأطفال أبطاله دُمى مصنوعةٌ من الأقمشة. | 2004 (2005)                             | بون بون |
| ح  | ريان والضيف اللغز |                                     | يركز البرنامج على قناة عالم ريان على اليوتيوب، حيث يسلط الضوء على ريان الشخصية الرئيسية في القناة ووالديه وشخصيتين من الرسوم المتحركة وهم يظهرون مجموعة مختارة من التحديات الجسدية والألغاز.        | 2019 (2022)                             | مغامرات |
| م  | ريف اند رول       |                                     | مجموعة من الفتيان الصغار يخوضون مغامراتهم مع سياراتهم الناطقة. | 2019 (2020)                             | مغامرات |
| ع  | ريكي زوم          |                                     | في مدينة ويلفورد، الدراجة النارية الحمراء ريكي مع أصدقائه الدراجات النارية الأخرى يحلم أن يكون دراجة إنقاذ كوالديه.                                                                                 | 2019 (2019)                             | مغامرات |
| م  | رينبو روبي        |                                     | يحكي مغامرات الفتاة روبي في قريتها مع أصدقائها الودودين. | 2016 (2018)                             | زمردة   |
| ع  | رينبو فيش         |                                     | يتحدث عن سمكة ملونة مع أصدقائها الأسماك الأخرى. | 1999 (2002)                             | بون بون |

### ز
|   | العنوان       | الصورة (الغلاف، لقطة أو أي شيءٍ آخر) | نبذة | العرض الأصلي (العرض على سبيستون إن وُجِد) | الكوكب  |
| - | ------------- | ----------------------------------- | --- | --------------------------------------- | ------- |
| م | زافاري        |                                     | يحكي عن مجموعة من الحيوانات المُختلفة التي تتعايش مع بعضها البعض في أحد الوديان ويخوضون المغامرات سويةً.                    | 2018 (2019)                             | مغامرات |
| م | زاك ستورم     |                                     | زاك فتى قام بالإبحار، وضاع أثناء ركوبه الأمواج، ليصل إلى عالمٍ غريب، يهدف بعد ذلك إلى توحيد البحار السبعة لكي يُنقذ العالم. | 2016 (2018)                             | مغامرات |
| ع | زعبوب وزعبوبة |                                     | يتحدث المسلسل عن رحلات ومغامرات صديقان من فرس النهر يُدعان زعبوب وزعبوبة.                                                  | 1999 (2005)                             | بون بون |
| ع | زورو          |                                     | يتحدث عن محارب الشر المقاتل الأسمر زورو.                                                                                  | 1997 (2000)                             | أكشن    |
| م | زينة النحلة   |                                     | هو مُسلسل متحرك حاسوبي مُستحدث من مغامرات زينة ونحول.                                                                       | 2012 (2015)                             | مغامرات |

### س
|    | العنوان                       | الصورة (الغلاف، لقطة أو أي شيءٍ آخر) | نبذة | العرض الأصلي (العرض على سبيستون إن وُجِد) | الكوكب  |
| -- | ----------------------------- | ----------------------------------- | --- | --------------------------------------- | ------- |
| أن | سابق ولاحق                    |                                     | يتحدث عن رياضة سباق السيارات الصغيرة، وحلم الأخوين سابق ولاحق في النجاح فيها بعدما أعطاهما صديقهما الدكتور عاقل سيارتين متطورتين اخترعهما بنفسه. وقد عرض جزء آخر باسم سابق ولاحق ماكس. | 1999 (2002)                             | رياضة   |
| أن | سالي                          |                                     | سالي فتاة شابة من أب ثري إنجليزي في الهند المنتدبة من قبل بريطانيا. تبدأ المأساة حين يُتوفى والدها وتضطر عائلتها لإعلان الإفلاس لتتحول إلى فتاة فقيرة يتيمة في ليلة وضحاها. تقوم الآنسة منشن، بالاستفادة من وضع سالي، وتجعلها خادمة في المدرسة، وتحوّل حياتها إلى جحيم.                                                                | 1985                                    | زمردة   |
| ع  | ساموراي جاك                   |                                     | يحكي قصة الأمير الشاب جاك من اليابان الاقطاعية التي تدمرت إمبراطورية والده على يد أكو الشرير. الطفل جاك هرب من الدمار، وسافر في العالم لتدريب عقله وجسده لسنوات حتى بلوغه سن الرشد، وأصبح الساموراي الأسطوري. | 2001 (2005)                             | مغامرات |
| م  | سامي رجل الإطفاء              |                                     | يتحدث المسلسل عن رجل الإطفاء يدعى سامي يساعد أهل القرية من مُختلف المخاطر سواءً كانت حريق أو غيرها. | 2008 (2016)                             | بون بون |
| أن | ساندي بل                      |                                     | ساندي فتاة تعيش في اسكتلندا مع السيد كريس فورد الذي تولى تربيتها. تصبح ساندي صديقة للشاب الغني مارك الذي يتوفى أبواه ليفقد بعد ذلك كل ثروته ويسعى لتحقيق حلمه بأن يصبح رساما مشهورا. من جهة أخرى تؤدي وفاة السيد كريس فورد الذي كان يعد أبًا لساندي إلى انتقال ساندي للعيش في لندن للبحث عن والديها الحقيقيين وعن صديقها مارك.        | 1981                                    | زمردة   |
| أن | السائق                        |                                     | يتحدث عن صراع سباق السيارات النارية. | 1988 (2009)                             | أكشن    |
| أن | السباق الكبير                 |                                     | يتحدث عن سباق السيارات الصغيرة التي يتم التحكم بمسارها بواسطة العصا المساعدة. | 1989 (2001)                             | رياضة   |
| م  | سبيس تون إنتر أكتف جيم        |                                     | يعرض أهم وأحدث ألعاب الحاسوب. | 2005 (2005)                             | علوم    |
| ع  | سبيس رنجر روجر                |                                     | يتحدث عن رجل آلي يجوب الكون بحثًا عن الأصدقاء المحتاجين لمُساعدتهم في حل المشكلات والمآزق. | 2017 (2021)                             | مغامرات |
| ع  | ستروبيري شورت كيك             |                                     | تعيش فتاة مع أختها وقطها وكلبها وحصانها، تعرفت على أصدقاء أوفياء عاشوا معًا أحلى اللحظات حتى أصبحت تعيش معهم ذكريات رائعة في أرض الفراولة. | 2003 (2005)                             | زمردة   |
| ح  | ستروبري شورت كيك الجزء الثاني |                                     | عرض حركي حي للمسلسل الكرتوني ستروبري شورت كيك. المسلسل الأرجنتيني يتابع مغامرات ستروبري مع أصدقائها وقطتها. | 2004 (2006)                             | زمردة   |
| ع  | سر المقنع                     |                                     | يتحدث المسلسل عن شخص يلقب بالمقنع يعمل على إنقاذ الناس من الأشرار مكملًا طريق والده الذي توفى وبعد فترة من مرور الزمن حيث يكتشف المقنع أن والده ما يزال على قيد الحياة. | 1994 (2000)                             | أكشن    |
| أن | السراب                        |                                     | القصة عندما تُسحب فتاة وصديقتها إلى كتاب أسطوري صيني قديم، فيصبحون جزء من مغامرة لن ينسوها. | 1996 (2012)                             | مغامرات |
| عر | سراج                          |                                     | برنامج تعليمي أبطاله راشد ونورة يخوضان مغامرة في الفضاء هدفهما تعليم حروف الهجاء. | 2016                                    | أبجد    |
| ع  | سعد وسعيد                     |                                     | سعد وسعيد ثنائيان يعملان من أجل خدمة الناس. | 1993 (2001)                             | بون بون |
| أن | سكان تو غو                    |                                     | عدد من الأشخاص يتنافسون للحصول على لقب بطولة سكان توغو للسيارات الصغيرة في الفضاء. | 2010 (2012)                             | رياضة   |
| ع  | سكوبي دو                      |                                     | تقوم مجموعة من الأشخاص رفقة كلبهم البني سكوبي دو بجولة حول العالم بسيارتهم الفان التي أطلق عليها اسم "آلة الغموض" ويقوموا في كل حلقة بحل لغز بوليسي غامض بملاحقة الاشباح والوحوش والقوى الخارقة للطبيعة. | 1969                                    | كوميديا |
| ع  | سلاحف النينجا                 |                                     | مسلسل مقتبس من القصص المصورة الشهيرة سلاحف النينجا أبطالها أربعة سلاحف مع مدربهم الفأر والذين يعيشون في المجاري. ظهر في سبيستون باسم أبطال النينجا. | 1987 (2001)                             | أكشن    |
| أن | سلام دانك                     |                                     | تدور أحداث المسلسل حول كرة السلة وطالب فاشل يدعى حسان وكيفيه تحوله من طالب بلا أهداف ومبتدئ إلى لاعب جيد في فريق الصقور بطريقة طريفة وجميلة ومشّوقة. | 1993 (2001)                             | رياضة   |
| م  | سلغتيرا                       |                                     | يقوم الفتى إيلاي شين بجمع وتدريب مخلوقات صغيرة تدعى "سلغز" التي تتشكل في صور مختلفة وتملك قدرات عجيبة. | 2012 (2024)                             | أكشن    |
| ع  | سلفستر وتويتي                 |                                     | سيلفستر القط الشرير يحاول في كل مرة التهام طائر الكناري الأصفر تويتي ولكن في كل مرة يستطيع تويتي بذكائها احباط محاولاته وضربة بشدة. | 1995 (2002)                             | كوميديا |
| ع  | سمبا                          |                                     | سمبا شبل صغير يعيش مغامراته في الغابة مع أصدقائه الحيوانات. | 1995                                    | مغامرات |
| ع  | السنافر                       |                                     | يحكي المسلسل عن مخلوقات زرقاء صغيرة تعيش في مدينة صغيرة يُسمون السنافر، يضايقهم دائماً رجل شرير اسمه شرشبيل. | 1981 (2000)                             | مغامرات |
| أن | سندباد                        |                                     | يتحدث المسلسل عن سندباد ابن التاجر هيثم أحد التجار المشهورين في العراق، ورحلاته مع صديقيه علي بابا وعلاء الدين وطائرته ياسمينة. | 1975                                    | مغامرات |
| أن | سندريلا                       |                                     | تتحدث عن فتاة تُوفيت والدتها تدعى سندريلا فعاشت مع والدها وزوجته وابنتيها، تستغلها زوجة والدها وتعاملها معاملةً قاسية وتمر الأحداث وتتزوج أمير البلدة. | 1996                                    | زمردة   |
| ع  | سنوبي                         |                                     | تحكي رواية الكلب المتطفل المحب لاستطلاع أخبار الآخرين. | 1986 (2000)                             | بون بون |
| ع  | سهم الريح                     |                                     | يرتكز المسلسل على رعاة الأبقار. | 1992 (2004)                             | أكشن    |
| أن | سوبر بيدا مان                 |                                     | تدور أحداث قصة هذا الأنمي في زمن مختلف عن زمننا إذ أن الناس كانوا يمارسون لعبة البيدامان منذ قديم الزمان وكان هناك قط يدعى ارمادا وهو الذي ابتكر هذه اللعبة. | 1999 (2006)                             | أكشن    |
| أن | سوبر سونيك سبنر               |                                     | تتحدث عن فتى نشيط يدعى طارق يتقن جميع أنواع الرياضات إلى ان جاء اليوم الذي التقى فيه بقصيل الذي هزمه في لعبة اليويو ومن حينها صار يتدرب عليها بمساعدة الاستاذ حازم حتى وصل بطولة اليويو الذي كان قصيل فيها فائزا عامين على التوالي.                                                                                                  | 1998 (2005)                             | أكشن    |
| ع  | سوبر ماريو                    |                                     | سوبر ماريو بزيه الأزرق والأحمر الشهير وقبعته الحمراء، وهو سباك إيطالي يعيش في (مملكة الفطر) ، وهو معروف بإحباط خطط الشر التي تهدف إلى اختطاف الأميرة. | 1991                                    | مغامرات |
| م  | سوبر وينجز                    |                                     | يتكون فريق "أجنحة الإنقاذ" من مجموعة من الطائرات والمعدات ذات القدرات الخاصة، والتي يقودها "جيت" الذي يسافر إلى جميع أنحاء العالم لتوصيل الأشياء إلى الأطفال. | 2014 (2017)                             | مغامرات |
| ع  | سوبر مان                      |                                     | القصة تدور حول كال-إل الطفل الكربتوني الذي نجا من كارثة كربتون، حيث تدمر كوكبه الأم ونجا بعدما وضعاه والداه الكربتونيين جور-إل ولارا هو وأخته في مركبة فضائية كربتونية إلى كوكب الأرض، حيث يكبر ويكتشف حقيقته وقواه الخارقة فيستعملهن لمحاربة الشر وتدمير الأعداء المخربين والمجرمين، ويعمل مع أصدقائه وأخته في صحيفة الكوكب اليومي. | 1996 (2001)                             | أكشن    |
| أن | سوسان                         |                                     | تدور الأحداث حول سوسان الفأر اللطيف ومغامراته مع ميغالو القط الأسود الشرير وعدو سوسان اللدود الذي تقوم بتربيته السيدة غضوب تلك السيد الثرية والغاضبة دوماً من ميغالو وأعماله. يقوم سوسان بالكثير من المغامرات مع ميغالو. | 1988 (2000)                             | مغامرات |
| ع  | سومو يامو                     |                                     | يحكي عن مغامرات ثلاثة من مُصارعي السومو. | 2002 (2003)                             | كوميديا |
| م  | سونيك بوم                     |                                     | نسخة مُحركة حاسوبياً مستحدثة بطله سونيك القنفوذ السريع. | 2014 (2017)                             | مغامرات |
| ع  | سونيك القنفوذ السريع          |                                     | يحاول الدكتور عيلم السيطرة على العالم والقضاء على القنفذ سونيك بأفكاره الشريره مع مساعديه الغبيين دجداج ودبداب وسعدون، ولكن سونيك يوقفه في كل مرة ويساعد صديقه ثعلوب. عُرض ثلاثة أجزاء على سبيس تون. | 1993 (2000)                             | مغامرات |
| ع  | سيف الصاعقة                   |                                     | يقرر القرصان الأسود الذهاب خلسة إلى ماراكايبو، بقيادة كارمو وفان ستيلر، ويسلب جسم أخيه القرصان الأحمر لمنحه الدفن بصورة لائقة في البحر. | 1998 (2003)                             | أكشن    |
| أن | السيف القاطع                  |                                     | تدور القصة حول المغامر كاين (فريد) المكلف بمجابهة مجرمي المجرة وسفينته من الحضارة المفقودة التي ورثها عن جدته ويتحكم بها بالطاقة الذهنية. | 1998 (2004)                             | مغامرات |

### ش
|    | العنوان       | الصورة (الغلاف، لقطة أو أي شيءٍ آخر) | نبذة | العرض الأصلي (العرض على سبيستون إن وُجِد) | الكوكب  |
| -- | ------------- | ----------------------------------- | --- | --------------------------------------- | ------- |
| عر | شارع العلوم   |                                     | يستعرض البرنامج تجارب علمية متنوعة. | 2023 (2023)                             | علوم    |
| ع  | شارع القرش    |                                     | يدأت القصة عندما اخترع أستاذان جامعيان آلة قادرة على تغيير الحيوانات المائية لتصبح هجينة بحيث تستطيع المشي على اليابسة. ولمنع هذا النموذج الأولي من الآلة من الاستخدام تم تحويل الدكتور روبرت إلى مسخ غريب حتى لا يهرب ويحول النموذج أبناء الدكتور روبرت الأربعة إلى أسماك قرش مختلفة الذين فيما بعد يحبطون جميع خطط الدكتور لوثر الشريرة. | 1994 (2000)                             | أكشن    |
| ع  | الشناكل       |                                     | يحكي مغامرات الشناكل وهم جنس من المخلوقات الخيالية الصغيرة التي تعيش في بلاد الشناكل الموجودة في أعماق المحيط. | 1984 (2003)                             | مغامرات |
| ع  | شهد والأبطال  |                                     | شهد فتاة تعيش في مركز علمي في القطب الجنوبي يساعدها خمسة أبطال أذكياء يعيشون في الحاسوب ويحمون البيئة من الأشرار. | 2006                                    | مغامرات |
| ع  | شوب شوب نينجا |                                     | يتحدث عن مغامرات بعض مقاتلي النينجا الصغار بسردٍ كوميدي وبطريقة فكاهية. | 2018 (2022)                             | كوميديا |
| أن | شوت           |                                     | يتحدث عن قصة اللاعب شامل الذين كان منذ طفولته يحلم بأن يصبح لاعب كرة قدم ماهر وقد أشترك معه في حلمه أصدقاءه. | 1993 (2002)                             | رياضة   |

### ص
|    | العنوان           | الصورة (الغلاف، لقطة أو أي شيءٍ آخر) | نبذة | العرض الأصلي (العرض على سبيستون إن وُجِد) | الكوكب  |
| -- | ----------------- | ----------------------------------- | --- | --------------------------------------- | ------- |
| أن | صاحب الظل الطويل  |                                     | تدور أحداث المسلسل حول فتاة يتيمة اسمها جودي أبوت، حصلت على منحة للدراسة في مدرسة لينكون الثانوية من قبل شخص لا تعرفه كان المقابل الوحيد الذي اشترطه هذا الرجل على جودي مقابل المنحة هو أن تقوم بمراسلته مرة واحدة كل شهر، بدون أن تتوقع رداً منه على رسائلها بالضرورة. المسلسل يروي تفاصيل ثلاث سنوات من حياة جودي، ابتداء من مغادرتها لدار الأيتام وحتى تخرجها من المدرسة الثانوية. | 1990 (2003)                             | زمردة   |
| م  | الصغيرات المدهشات |                                     | ثلاثة فتيات صغيرات يقضون أوقاتاً ممتعة سويةً. | 2015 (2016)                             | زمردة   |
| أن | صقور الأرض        |                                     | يتحدث عن الصراعات الأهلية داخل الصين قديماً في فترة الممالك الثلاث حيث الأقوى يسحق الضعيف من أجل توسيع مستعمرته وبذلك يتحكم بالبلاد. عرض في 2018 تحت اسم أسياد الشرق. | 1991 (2001)                             | تاريخ   |
| ع  | صنديد             |                                     | يتحدث المسلسل عن فأر يُدعى صنديد يعيش في باريس مع زوجته، ويحرس مصنعاً للجبن. | 1998 (2005)                             | بون بون |
| أن | الصياد الجريء     |                                     | تدور أحداث القصة حول ولد اسمه ساري توفيت والدته ويعيش مع والده في العاصمة لكن سرعان ما قرر الوالد أن ينتقل إلى الريف وهناك يتعرف على صديقين اسمهما غنا وشراع يُمارسان هواية الصيد ويدخل معهما في هوايتهما. | 1997 (2003)                             | مغامرات |
| أن | الصياد الصغير     |                                     | يسكن رامي عند بيت جده القريب من البحيرة حتى يتسنى له أن يلاقي العدد من الصيادين المحترفين الذين يتعلم رامي منهم أشياء كثيرة عن الصيد، وفي بعض الأحيان ترمى سنارات المنافسات ويشتد وطيس التحدي حول من يصطاد أكبر سمكة. | 1980                                    | مغامرات |

### ض
|    | العنوان         | الصورة (الغلاف، لقطة أو أي شيءٍ آخر) | نبذة | العرض الأصلي (العرض على سبيستون إن وُجِد) | الكوكب  |
| -- | --------------- | ----------------------------------- | --- | --------------------------------------- | ------- |
| ع  | الضاحكون        |                                     | يحكي مسلسل الضاحكون قصة ثلاثة أخوة "واكو، ياكو، دوت" فروا من المرسم في عام 1929 وأخذوا يقومون بأعمال شغب كثيرة في كل مكان.    | 1993 (2001)                             | كوميديا |
| ع  | الضائعون        |                                     | يتحدث عن مجموعة من الأشحاص الضائعين الذين يحتاجون للعون.                                                                      | 1999                                    | بون بون |
| أن | الضربة الصاعقة  |                                     | يتحدث عن شخص اسمه أمجد ينضم إلى فريق الجامعة لكرة القدم وهناك يمارس تحدياته مع الفريق والسعي نحو الطموحات.                    | 1992 (2000)                             | رياضة   |
| ع  | الضربة المزدوجة |                                     | ينتشر الشر في الأرض ويعم الفساد وتسود الفوضى ولكن بقدوم الأخوين وضربتهم المزدوجة يتعاونان ضد اللهب الأسود لحماية نادي التنين. | 1993 (2000)                             | أكشن    |

### ط
|    | العنوان        | الصورة (الغلاف، لقطة أو أي شيءٍ آخر) | نبذة | العرض الأصلي (العرض على سبيستون إن وُجِد) | الكوكب  |
| -- | -------------- | ----------------------------------- | --- | --------------------------------------- | ------- |
| أن | الطاقة الزرقاء |                                     | يحكي المسلسل قصة فتاة تدعى جين بوكستون تذهب للبحث عن شقيقها في الشرق لأنها قد تلقَّت رسالة تخبرها بأنه أعدم، فذهبت إلى الشرق، وفي هذه الرحلة تعيش أكثر من مغامرة. | 2002 (2006)                             | زمردة   |
| ع  | طيور           |                                     | يتحدث عن مجموعة من الطيور المجنونة التي تتسبب بالمتاعب. | 1998 (2003)                             | كوميديا |

### ظ
|    | العنوان     | الصورة (الغلاف، لقطة أو أي شيءٍ آخر) | نبذة                                                                                             | العرض الأصلي (العرض على سبيستون إن وُجِد) | الكوكب  |
| -- | ----------- | ----------------------------------- | ------------------------------------------------------------------------------------------------ | --------------------------------------- | ------- |
| أن | ظريف الطريف |                                     | ظريف عبارة عن برعم صغير ينتظر إزهار الزهرة المُناسبة على رأسه وكل يوم يُخطئ في الزهرة التي يُريدها. | 2010 (2018)                             | بون بون |

### ع
|    | العنوان              | الصورة (الغلاف، لقطة أو أي شيءٍ آخر) | نبذة | العرض الأصلي (العرض على سبيستون إن وُجِد) | الكوكب  |
| -- | -------------------- | ----------------------------------- | --- | --------------------------------------- | ------- |
| عر | عائلة مشيع           |                                     | يحكي عن أب وأطفاله يعيشون حياتهم اليومية. | 2021 (2021)                             | مغامرات |
| م  | عالم مارفي           |                                     | مارفي فأرٌ صغير، يعيش سراً في مكتب أستوديو تلفزيوني. عندما يغادر العاملين الاستوديو يقوم بعرض أفلام ناشيونال جيوغرافيك من عالم الحيوان والنبات والعلوم ويختبر مغامراته الخاصة بمساعدة مُساعديه الثلاثة وهم جيسي ومين وروبيرتو.                     | 2003                                    | علوم    |
| أن | عبقور                |                                     | هو الجزء الأول من سلسلة دورايمون، دُبلج تحت اسم عبقور. | 1979 (2000)                             | بون بون |
| أن | عدنان ولينا          |                                     | تدور أحداث المسلسل حول وضع العالم بعد الحرب العالمية الثالثة بعشرين سنة، وعن الحروب والدمار الذي حل بالأرض إلى آخر المقدمة. | 1978 (2000)                             | مغامرات |
| ع  | علا المكتشفة الصغيرة |                                     | يشجع البرنامج الذي يتناول موضوع الاستكشاف الأطفال على متابعة فضولهم وطرح الأسئلة عندما يحتارون والعثور على إجابات باستخدام مهارات الاستقصاء العلمي من خلال الشخصية الرئيسية «عُلا» الأرنبة الفضولية.                                             | 2020 (2024)                             | أبجد    |
| ح  | عمليات آوتش!         |                                     | دكتور كريس وزاند فان توليكن يؤديان تجارب على جسم الإنسان لمعرفة كيفية عمله والتحقيق في العلاجات الطبية والتكنولوجيا من أجل التثقيف حول الطب وعلم الأحياء.                                                                                       | 2012 (2021)                             | علوم    |
| أن | عهد الأصدقاء         |                                     | تدور أحداث المسلسل حول قصة الصبي روميو الذي كان يعيش مع عائلته في قرية صغيرة في سويسرا ثم يقرر أن يؤجر نفسه لحاجته للنقود بعدما يحرق الرجل الغراب مزرعتهم لفترة ستة شهور فيذهب إلى مدينة ميلانو الإيطالية ويبدأ هناك في العمل في تنظيف المداخن. | 1993 (2000)                             | مغامرات |

### غ
|    | العنوان           | الصورة (الغلاف، لقطة أو أي شيءٍ آخر) | نبذة | العرض الأصلي (العرض على سبيستون إن وُجِد) | الكوكب  |
| -- | ----------------- | ----------------------------------- | --- | --------------------------------------- | ------- |
| ع  | غارفيلد والأصدقاء |                                     | تدور أحداث مسلسل (غارفيلد) حول قط يعيش في منزل مع شخص غير اجتماعي يدعى جون ومع كلبه أودي. | 1988 (2007)                             | مغامرات |
| ع  | الغبيان           |                                     | من الأعمال النادرة، وهو مستوحى من فيلم الغبي والأغبى الذي يتحدث عن رجلان طيبان ولكنهما غبيان. | 1995                                    | كوميديا |
| ح  | غرانسيزر          |                                     | بعد حوالي 400 مليون سنة تتدمر الحضارة الإنسانية بفعل غُرباء، ويستيقظ فجأة فريق غرانسيزر لمحاربتهم. | 2003 (2006)                             | أكشن    |
| ع  | غورميتي (2008)    |                                     | في بعد وعالم أخر عن عالم البشر توجد جزيرة عملاقة مليئة بالوحوش تعرف بجزيرة غورم التي تتوفر فيها جميع مظاهر المناخ وعلى هذه الجزيرة تسكن خمسة قبائل. | 2008 (2011)                             | أكشن    |
| ع  | غورميتي (2018)    |                                     | حتى يسيطر فويتس زعيم عصابة الظلام على غون، عليه أن يدمر البُرج ويحصل على النجم البلوري، ولكي يتمكن من ذلك عليه أن يهزم فرسان غورميتي الأربعة. | 2018 (2019)                             | أكشن    |
| ع  | غو فور سبيد       |                                     | الدكتور ري والدكتور دارك صديقين حميمين يعملان معاً على إحدى مشاريعهما إلا أنهما في خضم ذلك اختلفا الرأي ونشب خلاف بينهما وشاء القدر أن ينشب حريق في المصنع وقد أصيب على إثره الدكتور دارك بأضرار بالغة واتهم على إثره الدكتور ري بافتعال الحريق وأنه يملك أدلة إدانته وهذا دفع فريد للخروج من المنزل ووعد بأنه لن يعود. | 2009 (2011)                             | رياضة   |
| ع  | غومر              |                                     | يتحدث عن رجل اسمه غومر ومغامراته مع مخلوقات فضائية غريبة. | 1986                                    | كوميديا |
| أن | غيمة              |                                     | تعود ساندي يوماً من المدرسة فتجد دميتها البيضاء "غيمة" في انتظارها فقد ربحتها في مسابقة رسم وتكون المفاجأة أن هذه الدمية تتحرك وتتكلم أيضا وبهذا تبدأ مغامرات ساندي مع دميتها غيمة. | 2004                                    | زمردة   |

### ف
|    | العنوان                | الصورة (الغلاف، لقطة أو أي شيءٍ آخر) | نبذة | العرض الأصلي (العرض على سبيستون إن وُجِد) | الكوكب  |
| -- | ---------------------- | ----------------------------------- | --- | --------------------------------------- | ------- |
| م  | الفأرة ميا             |                                     | ميا فأرة تبلغ من العمر ستة سنوات تعيش مع جدتها وأصدقائها والجيران في أعماق منزل كبير وتحب المرح وخوض المغامرات. | 2013 (2015)                             | أبجد    |
| ع  | الفتيات الخارقات       |                                     | تدور أحداثه عن ثلاث فتيات صغيرات اخترعهن البروفيسر العالم فريد وذللك بواسطة السكر والتوابل وكل ما هو لطيف وبطريق الخطأ أضاف مسحوق اكس والذي جعل الحياة تسري فيهم. لاحقاً يقومون بحماية مدينة النسيم.                                        | 1998 (2005)                             | زمردة   |
| م  | فرانكلين والأصدقاء     |                                     | هو نسخة مُستحدثة من المسلسل الكرتوني مغامرات فريد المستوحاة من نفس الكتاب تحت اسم فرانكلين السلحفاة. يتحدث عن سلحفاة خضراء مع أصدقائها الحيوانات الأخرى.                                                                                    | 2011 (2015)                             | بون بون |
| أن | الفرسان                |                                     | يتحدث عن مقاتل النينجا. | 1987                                    | أكشن    |
| أن | فرسان الأرض            |                                     | تدور أحداث الانمي في المستقبل، حيث يهدد نيزك قادم من الفضاء سكان الأرض، لكن الملكة فيوز تتنبأ بالكارثة قبل وقوعها فتقوم بنقل جميع سكان الأرض إلى الفضاء المجهول محتفظةً بثمان جواهر.                                                        | 1999 (2003)                             | أكشن    |
| ع  | فرفوح                  |                                     | فرفوح وحشٌ أخضر صغير يعيش تحت سرير طفل يبلغ من العمر عشرة سنوات يبتلع القاذورات وله أصدقاء من الدُمى الغريبة ذاك السلوك الفوضوي. | 1995 (2004)                             | كوميديا |
| ع  | فرقة التحدي            |                                     | يعرض فرقة أمنيّة تسمى فرقة سلوان تسعى لمطاردة العقرب. | 1995 (2000)                             | أكشن    |
| ع  | فرقة العدالة           |                                     | تدور احداث المسلسل حول فرقة اعضائها نخبة من الابطال الخارقين جمعتهم فرقة واحدة هي فرقة العدالة لهدف نبيل الحفاظ على سلامة سكان الارض ونشر الأمان في كافة أنحاء العالم.                                                                     | 2001 (2004)                             | أكشن    |
| ع  | فريق الإنقاذ           |                                     | يتحدث عن مجموعة من الحيوانات المختلفة الذين يشكلون معاً فرقة إنقاذ. | 1986                                    | بون بون |
| أن | فريق الإنقاذ الآلي     |                                     | فريق الإنقاذ الآلي هو فريق مكون من 12 طفلاً تكوّن من أجل خفض معدل الوفيات بحيث أن الروبوتات والأطفال يمكن أن يصبحوا شركاء لإنقاذ الناس من الخطر. وهؤلاء الأطفال الاثنا عشر لديهم قدرات مختلفة وتم تقسيم الأطفال إلى 3 فرق ولها ألوان مختلفة. | 2003 (2010)                             | أكشن    |
| أن | فريق التصدي            |                                     | يتحدث عن معارك الفضاء في العام 1999 وحماية كوكب الأرض من السُفن المستعمرة. | 1983 (2006)                             | أكشن    |
| ع  | فلاش جوردن             |                                     | يخوض فلاش ورفاقه أثناء سفرهم إلى مونجو معركة مع حاكمها مينج العديم الرحمة. | 1979                                    | أكشن    |
| أن | فلة والأقزام السبعة    |                                     | فلة أو بياض الثلج هي فتاة جميلة بيضاء توفيت والدتها الملكة وتزوج والدها على ملكة أخرى التي عانت من فلة من معاملتها، لاحقاً تعيش فلة مع سبعة أقزام.                                                                                          | 1994 (2000)                             | زمردة   |
| ع  | فلينستون               |                                     | يحكي قصة فريد وزوجته سلمى وصديقه بارع وزوجته ريما وحياتهم جميعاً في العصر الحجري. | 1960 (2000)                             | كوميديا |
| ع  | فلونة                  |                                     | تدور الأحداث حول فتاة تُدعى فلونة تعيش في سويسرا مع عائلتها المكوّنة من الأب أرنست والأم آنا والأخ الأكبر فرانز وصغير العائلة جاك ومعهم المربية مارش.                                                                                        | 1981 (2015)                             | مغامرات |
| ح  | فمبلز                  |                                     | ثلاث شخصيات سحرية يعيشون في وادي فيمبل يعرضون برنامجاً تعليمي للأطفال. | 2002 (2005)                             | أبجد    |
| ع  | فهيم                   |                                     | فهيم صبي عمره 11 عاماً، يُصبح من كبار الجواسيس لمنظمة التجسس السري التي اسمها غلوب، والتي تتصل بفهيم عبر حاسوبه، وهم يجهلون تماماً السن الحقيقي لجاسوسهم لأنه يخفي وراء صورة الجهاز رجلا كامل النمو.                                          | 1995 (2001)                             | مغامرات |
| أن | فوزان                  |                                     | فوزان حصان سباق يخوض مغامرات تنافسية برفقة مالكه. | 1996                                    | كوميديا |
| ع  | فوفر                   |                                     | فوفر كلب أزرق ذكي يساعد جميع أصدقائه الكلاب الأخرى. | 1986 (2003)                             | مغامرات |
| م  | فولترون                |                                     | هو مسلسل تكميلي بصورة مُحدثّة لمُسلسل فولترون الذي عُرض في ثمانينات القرن العشرين. | 1998 (2001)                             | أكشن    |
| أن | في جعبتي حكاية         |                                     | يحكي في كل حلقة قصة من القصص الخيالية في الأدب العالمي، مثل سندريلا، الحسناء والوحش، الهر ذو الحذاء، علاءالدين، هايدي وغيرها. | 1987                                    | مغامرات |
| أن | فيروزة                 |                                     | تحلم السمكة فيروزة بالطيران، ويقطع أصدقائها عهداً بتحقيق الأمنية لها. | 1999 (2004)                             | بون بون |
| م  | فيفي والزهرات الصغيرات |                                     | يعرض مجموعة من الأزهار والورود وحياتهم ونشاطاتهم داخل الحديقة. | 2005 (2006)                             | زمردة   |
| م  | الفيكسز                |                                     | الفيكسز أو المصلحون هم مخلوقات لطيفة صغيرة تعيش في الآلات والمعدات يصلحون الأعطال ويعلمون المشاهدين كيف تعمل. | 2010 (2016)                             | علوم    |
| ع  | فيلكس                  |                                     | تدور أحداثه حول الشخصية السنورية الكلاسيكية القط فيلكس. | 1995 (2002)                             | مغامرات |
| ع  | فيوتوراما              |                                     | تقع أحداث المسلسل في المستقبل، حيث يتتبّع خطى ولد البيزا فيلب فراي، الذي وجد نفسه في ليلة رأس سنة 3000 بعد ما تمّ تجميده في رأس سنة 2000. | 1999 (2011)                             | كوميديا |

### ق
|    | العنوان          | الصورة (الغلاف، لقطة أو أي شيءٍ آخر) | نبذة | العرض الأصلي (العرض على سبيستون إن وُجِد) | الكوكب  |
| -- | ---------------- | ----------------------------------- | --- | --------------------------------------- | ------- |
| ع  | قصص ماشا المرعبة |                                     | مسلسل مسائي بطلته ماشا التي تروي قصصًا مرعبة قبل النوم. القصص تدور حول مشاكل الأطفال الروتينية في المدرسة والبيت ترويها ماشا بطريقة مرعبة ومثيرة.                                                                                                | 2012 (2020)                             | زمردة   |
| ح  | القط مرجان       |                                     | يحكي عن الشخصية الرئيسية في المسلسل وهو القط مرجان الذي يحلم أن يكون بطلًا خارقًا. | 1975                                    | مغامرات |
| ع  | القط مرجان       |                                     | يحكي عن الشخصية الرئيسية في المسلسل وهو القط مرجان الذي يحلم أن يكون بطلًا خارقًا. | 1975                                    | مغامرات |
| أن | القط الأسود      |                                     | قط أسود إسمه كورو عاش مع صديقه القط ماتاتابي وقد عاشا مع القطط الأخرى، ثم حدثت حرب بين مجموعة القطط التي فيها كورو ومجموعة ثانية من القطط. | 1999 (2006)                             | مغامرات |
| ع  | القطان الطائران  |                                     | يتحدث المسلسل عن اثنان من القطط يقودان طائرة مقاتلة لمحاربة الأعداء. | 1993                                    | أكشن    |
| أن | القناص           |                                     | تبدأ القصة باكتشاف غون أن والده لا يزال حياً من قبل صياد غريب قدم إلى قريته، فانطلق في رحلة للبحث عن أبيه والحصول على رخصة الصيد عبر دخوله لامتحان الصيادين، متجاوزاً الصعاب العديدة التي كانت تواجهه بمساعدة أصدقائه الذين التقى بهم خلال رحلته. | 1999 (2004)                             | مغامرات |
| ع  | القناع           |                                     | السيد سامح عامل بسيط في بنك، مهمش، مكسور الخاطر، وليس لديه ثقة بنفسه، يعثر فجأة على قناع به قوى خارقة وكلما يرتديه يصبح شخص واثق في نفسه وشجاع وله قوى خارقة. يستعمل السيد سامح القناع في فعل الخير، وعادة في التصدي لأبشع المجرمين في المدينة. | 1995 (2000)                             | كوميديا |
| ع  | القوة العظمى     |                                     | القوة العظمى هي مجموعة من الأبطال الخارقين الذين يحافظون على أمن المدينة. | 1995 (2000)                             | أكشن    |

### ك
|    | العنوان              | الصورة (الغلاف، لقطة أو أي شيءٍ آخر) | نبذة | العرض الأصلي (العرض على سبيستون إن وُجِد) | الكوكب  |
| -- | -------------------- | ----------------------------------- | --- | --------------------------------------- | ------- |
| ح  | الكابتن باور         |                                     | يحكي المسلسل عن كابتن شجاع اسمه باور يحاول هو وأصدقائه التصدي للأشرار. | 1987 (2001)                             | أكشن    |
| ع  | كابتن سيميان         |                                     | تتمحور القصة حول قرد شمبانزي يدعى الكابتن تشارلي سيميان أرسله البشر إلى الفضاء في ستينيات القرن العشرين، واستمرَّ مكوكه بالتبحّر بعيداً حتى وصل إلى كوكبٍ تسكنه حضارة متطوّرة جداً، حيث منحته تلك الحضارة عتاداً وأسلحةً فائقة التطوّر ليتمكن من مكافحة عدو شريرٍ هو عبارةٌ عن ثقب أسود. | 1996 (2001)                             | أكشن    |
| أن | كابتن ماجد           |                                     | يتحدث المسلسل عن ماجد كامل اللاعب الذي يصل للعالمية رفقة فريقه. عُرض على سبيستون أربعة أجزاء والجزء الخامس عُرض باسم الشبح. | 1981 (2000)                             | رياضة   |
| ع  | كاسبر                |                                     | قصة المسلسل مأخوذة من شخصية الشبح كاسبر بعد أن عرض أول فيلم له في سنة 1995. | 1996 (2002)                             | كوميديا |
| م  | كاسبر في مدرسة الرعب |                                     | كاسبر الشبح الأبيض يجب أن يكون قادرًا على التخرج من مدرسة الرعب قبل أن يتم نفيه إلى وادي الظل إلى الأبد. يذهب في العديد من المغامرات مع طلاب المدرسة. | 2009 (2011)                             | كوميديا |
| م  | كاليميرو             |                                     | يحكى المسلسل عن مغامرات كاليميرو، وهو فرخ دجاج صغير لونه أسود، ويرتدي نصف قشرة بيضته على رأسه. | 2013 (2022)                             | مغامرات |
| ع  | كان يا ما كان الحياة |                                     | يحكي المسلسل عن جسم الإنسان وما في داخله من كريات الدم الحمراء والبيضاء ووظيفتها. | 1987 (2023)                             | علوم    |
| ع  | كانيمالز             |                                     | الكانيمالز هم حيوانات لطيفة على شكل أسطوانات صغيرة مع العلب الخاصة بهم، حيث يختبئون بها، يعيشون معًا مغامرات مختلفة. | 2011 (2012)                             | مغامرات |
| ع  | كايو                 |                                     | كايو طفل يعيش مع والدته ووالده وأخته الصغيرة روزي في منزلهم ويعيش مغامراته مع أسرته وأصدقائه ويستخدم خياله في كل حلقة. | 1997 (2018)                             | بون بون |
| أن | كراش بيدا مان        |                                     | يحكى فيه قصة لاعبي البيدا السبعة الذين سيُنقذون العالم من منظمة سانجي كوانزالس الشريرة التي تسعى للسيطرة على العالم بواسطة آلات البيدا. | 2006 (2010)                             | أكشن    |
| أن | كرش جير              |                                     | يحكي الانمي عن البطلين جواد وفوزي البطل الثاني وجميعهما يريدون الفوز بكأس العالم لسيارات المدرعة. | 2001 (2005)                             | رياضة   |
| ع  | كركرتون              |                                     | مسلسل كوميدي من الدرجة الاولى حيث لكل حلقة طابعها الخاص ولكل حلقة ما يميزها عن غيرها بما تحتويه من مواقف كوميدية مضحكة مع بطل المسلسل تيكس المتناغم. | 1998 (2008)                             | كوميديا |
| أن | كروكوز باسكت         |                                     | يرتاد خمسة نجوم لفريق كرة سلّة في المدرسة المتوسطة مدارس ثانوية مختلفة، ومنهم "تيتسويا كوروكو" الذي يلعب مع فريق ثانوية "سيرين" لبلوغ المجد. | 2012 (2022)                             | رياضة   |
| ع  | كريبتو               |                                     | يتحدث المسلسل عن الكلب الخارق كريبتو من كوكب كريبتون ويتأثر بسهولة من الكريبتونايت، ويصبح أضعف، وهو له نفس قدرات سوبر مان الخارقة. يعمل كريبتو على مساعدة الآخرين لحل أي مشكلة يقعون بها ويقف في وجه الأشرار وإحباط مخططاتهم الشريرة.                                        | 2005 (2007)                             | مغامرات |
| أن | كريستوفر كولومبوس    |                                     | يحكى مغامرات الرحالة كريستوفر كولومبوس. | 1992                                    | تاريخ   |
| ع  | كلاسيك كرتون         |                                     | يعرض لقطات من أفضل مسلسلات الكوميديا الشهيرة مثل باغز باني وتوم وجيري وغيرها. | 1931 (2001)                             | كوميديا |
| ع  | كلية الطيران         |                                     | مقاتلو كلية الطيران يخوضون قتالهم في المجرات حفاظاً على أمن الكون. | 1996 (2004)                             | أكشن    |
| أن | كوكب الباندا         |                                     | تدور أحداث المسلسل حول كوكب تعيش عليه الباندا وتأتي مجموعة من الأشرار للتخلص من هذا الكوكب ليسود فيه الظلام وتصبح أرض قاحلة. يتم اختيار الباندا البطل للتصدي لعصابة الأشرار وهزيمة جميع أعوانهم ومنعهم من تدمير هذا الكوكب.                                                  | 2005 (2010)                             | مغامرات |
| ح  | الكوكب الكبير        |                                     | برنامج وثائقي نادر يستعرض الفعاليات والأحداث التي تُدار في بلدان العالم المختلفة. | غير معروف (2003)                        | علوم    |
| أن | كوكوتاما             |                                     | كوكوتاما هي عبارة عن مخلوقات صغيرة تعيش في بيوت الإنسان، هذه المخلوقات تتدرب لتستطيع مساعدة البشر وتحاول مساعدة البشر في السر وتساعدهم على العثور على الأشياء التي فقدوها.                                                                                                   | 2015 (2017)                             | زمردة   |
| أن | كيرو                 |                                     | قصة المسلسل تدور حول مجموعة من الفضائيين الغزاة قادمين من كوكب الضفادع لاحتلال الأرض. | 2004 (2010)                             | مغامرات |
| ح  | كيف ترسم الكرتون     |                                     | برنامج تعليمي من تقديم رسام الكاريكاتير بروس بليتز يُظهر فيه كيفية رسم الكرتون. | 2000 (2001)                             | أبجد    |

### ل
|    | العنوان        | الصورة (الغلاف، لقطة أو أي شيءٍ آخر) | نبذة | العرض الأصلي (العرض على سبيستون إن وُجِد) | الكوكب  |
| -- | -------------- | ----------------------------------- | --- | --------------------------------------- | ------- |
| أن | لحن الحياة     |                                     | قصة المسلسل مقتبسة من رواية للمؤلفة النمساوية لماريا فون تراب نشرت عام 1949 عن مربية يتم إرسالها لتربية سبعة أطفال أشقياء لعائلة تعيش في مدينة سالزبورغ بالنمسا، ومع مرور الوقت، يتعلق الأطفال بالمربية وتصبح فيما بعد فرداً من العائلة بعد أن يتزوجها أبوهم. | 1991 (2001)                             | زمردة   |
| ع  | لخبوط          |                                     | يعرض المسلسل مغامرات كلب طائش يدعى لخبوط، يدخل في مآزق كثيرة ومضحكة وبالنهاية ينجو منها بصعوبة. | 1979 (2004)                             | كوميديا |
| أن | اللعبة الكبرى  |                                     | لامون ولد عمره 12 عاماً، يحب تشغيل ألعاب الفيديو، يشتري لعبة فيديو من بائعة متجوّلة ويساعدها على بيع البقية. في البيت يلعب لعبة تدعى "الملك سكاشير" ويهزم. ثم تخرج البائعة المتجولة من شاشة التلفاز وتطلب منه المٍساعدة.                                        | 1990 (2005)                             | أكشن    |
| م  | ليتل بيبول     |                                     | يتحدث عن مغامرات مجموعة من الأولاد الصغار. | 2016 (2020)                             | بون بون |
| ع  | ليتلست بيت شوب |                                     | تدور أحداث المسلسل حول مجموعة من الحيوانات الأليفة التي تستخدم بوابة سحرية لدخول عالم بو توكيت. | 2018 (2020)                             | زمردة   |

### م
|    | العنوان              | الصورة (الغلاف، لقطة أو أي شيءٍ آخر) | نبذة | العرض الأصلي (العرض على سبيستون إن وُجِد) | الكوكب  |
| -- | -------------------- | ----------------------------------- | --- | --------------------------------------- | ------- |
| أن | الماسة الزرقاء       |                                     | رولا شابة من أصول مجهولة وعلاء مخترع فرنسي شاب يعيشان في العام 1889 والذي يمثل ذروة الاكتشافات التقنية، ويواجهان خصماً يدعى مهيب مهووس بإعادة إحياء إمبراطورية أطلانطس الغارقة وفق مخطط شرير يهدف من وراءه للهيمنة على العالم. وبمساعدة. تكافح رولا بكل قواها لحماية العالم من شرور مهيب وإمبراطوريته الجديدة.                        | 1990 (2000)                             | مغامرات |
| م  | ماشا والدب           |                                     | يتحدث المسلسل عن بنت صغيرة تدعى ماشا تعيش مع دب وتسميه سيد الدب يخوضون مغامرات ومواقف مختلفة، ويشاركهم أحياناً السيد أرنوب. | 2008 (2015)                             | زمردة   |
| أن | ماكروس               |                                     | في عام 1999 تعطلت مركبة فضائية غريبة بحجم المدينة في جزيرة ساوث أتاريا على الأرض. على مدى 10 سنوات والمنظمة العسكرية التابعة للأمم المتحدة تحاول إعادة بناء المركبة الفضائية، في عام 2009 ترسل المنظمة ماكروس، وهو طيار مدني شاب إلى الفضاء وهناك يخوض مغامراته.                                                                     | 1982                                    | أكشن    |
| أن | ماوكلي               |                                     | مُستند من الرواية الشهيرة كتاب الأدغال الذي يحكي عن طفل رضيع اسمه ماوكلي يضيع في إحدى غابات الهند وتقوم قبيلة من الذئاب بتربيته. كما يتولى الدب بالو تعليمه وتلقينه الدروس الحكمية، أما الفهد باغيرا فيعلمه كيفية العيش في الغابة. | 1989 (2002)                             | مغامرات |
| ح  | المتحري الوحيد       |                                     | برنامج تعليمي يقدمه بطل سلسلة المتحري وحيد أو المتحري غادجيت حيث يستعرض المواقع الأثرية والتاريخية المختلفة في المدن الشهيرة في جميع أنحاء العالم عبر مقتطفات حية مع حقائق تاريخية. | 1996                                    | علوم    |
| ع  | متحف الحكايات        |                                     | يحكي عن شقيقين يقومان برحلة استكشاف القصص التاريخية القديمة عبر مدخل سحري يجدانه داخل كهف. | غير معروف (2014)                        | مغامرات |
| ع  | المتعبون الصغار      |                                     | يعرض المتاعب التي يتسببها بعض من الأطفال المُشاغبين وغريبي الأطوار. | 1998 (2002)                             | بون بون |
| ع  | المحاربون            |                                     | يتحدث عن مجموعة من المُحاربين الذين يخوضون المعارك في إحدى الحُقب القديمة. | 1998 (2002)                             | تاريخ   |
| ع  | المحترفون            |                                     | يركز المُسلسل على ثلاثة من أبطال الرياضة الحقيقيين وهم مايكل جوردن لاعب كرة السلة وبو جاكسون لاعب كرة القاعدة وواين جريتزكي لاعب هوكي الجليد الذين يكافحون الجرائم ويساعدون الأطفال ويحمون البيئة. | 1991                                    | رياضة   |
| أن | المحقق كونان         |                                     | يحكي عن فتى ذو سبعةَ عشر عاماً يُدعى سينشي كودو، فتى عبقري مشهور بذكائه وعبقريته يهوى حل القضايا والألغاز وهو محقق في الثانوية، يتتبع في يوم من الأيام عصابة سوداء فما لبث إلا أن ضُرب من الخلف وسقط مغشيًا عليه، ومن ثم أُجبر على تناول عقار جديد، يتفاجأ لاحقاً بتحوله إلى طفل صغير ليُصبح كونان إيدوغاوا، يعيش عند خطيبته مُخفياً سره عنها. | 1996 (2000)                             | أكشن    |
| أن | محققو الحيوانات      |                                     | تدور أحداث القصة حول مجموعة من الأطفال الذين يحاولون حل بعض الألغاز عن الحيوانات بواسطة جهاز الكيرومين الذي يتنكرون به في شكل حيوانات وتحدث لهم مغامرات جميلة. | 2009 (2013)                             | زمردة   |
| ع  | مختبر دكستر          |                                     | المسلسل يحكي قصة دكستر، طفل عبقري عمره 8 سنوات لديه مختبر سري متطور تحت غرفة نومه وبدون معرفة والديه يحاول فيه اختراع أمور متنوعة. أخت دكستر ديدي تزعجه على الدوام وتقوم بتخريب اخترعاته. عدو دكستر اللدود هو طفل عبقري آخر اسمه مندارك.                                                                                             | 1996 (2006)                             | كوميديا |
| أن | المخترع الصغير       |                                     | تدور أحداث المسلسل حول الفتى كرم وهو ذكي جدا ويسمونه أصدقائه بالمخترع الصغير حيث يعمل كل يوم على اختراع جديد يساعد به الاخرين في حياتهم اليومية. | 1988 (2003)                             | علوم    |
| ع  | مخيم الكشافة         |                                     | مجموعة من الأطفال يذهبون إلى مخيم صيفي حيث يستعرض مغامراتهم هناك. | 1989 (2002)                             | مغامرات |
| ع  | المدافعون            |                                     | المدافعون هم مجموعة من الأبطال الأقوياء يدافعون عن بلدان العالم ضد مخططات أحد الأشرار الأقوياء. | 1995 (2000)                             | أكشن    |
| ع  | مدرسة الأرقام        |                                     | تدور أحداث المسلسل في مدينة أرض الأرقام الخيالية، التي تتركز في مدرسة يدرسها المعلم أرسطو ومساعده إنفينتي. يتكون الطلاب من عشرة أعداد حية من صفر إلى تسعة، ولكل منهم شخصيات مختلفة. | 1991 (2003)                             | بون بون |
| أن | مدرسة الكونغ فو      |                                     | سامي هو الفتى الطموح الذي أصبح حلمه الأول تعلم الكونغ فو، حيث أنه انظم إلى مدرسة لتعلم الكونغ فو بعد أن تم اختياره من أحد رجال المدرسة. | 1988 (2001)                             | رياضة   |
| أن | مدينة الصفصاف        |                                     | قرية الصفصاف هي قرية تطل على نهر صاف وهي قرية هادئة وادعة تدور على أرضها مغامرات رائعة وأبطال تلك المغامرة حيوانات مسالمة تجمع بينهم صداقة عظيمة، وهم الفأر علام والخُلد خلدي والضفدع غالي وحيوان الغرير العم وحيد. | 1993 (2000)                             | بون بون |
| عر | مدينة المعلومات      |                                     | مسلسل عربي الإنتاج يستهدف الأطفال حيث يُشارك فيه نخبة من ممثلين الوطن العربي، يتحدث عن مدينة صغيرة يسكنها عدد من الأشخاص والأسر والأطفال طيبي التعامل يعيشون بسلام وكل حلقة تمثل يوماً من حياتهم اليومية تحدث فيها أحداث تمثل مواضيع ذات اهتمام للأطفال والأسرة عمومًا يتخلل تلك المشاهد عدد من الفقرات الكرتونية والأناشيد والأغاني.   | 2004                                    | علوم    |
| أن | مدينة النخيل         |                                     | منار وتالا وراما هم جميعاً أصدقاء يعيشون في مدينة النخيل تلك المدينة الهادئة المُطلة على البحر وطيور النورس، ويواجهون مجموعة تسعى لتخريب هذه الأجواء الهادئة وهم بلوط وعلقم ولكنهما دوماً يقعان في شر أعمالهما. | 1986                                    | بون بون |
| أن | مرمر                 |                                     | مرمر فتى ظريف ومرح يخوض مغامراته مع أهل بلدته. | 2000                                    | بون بون |
| ع  | المريخيون            |                                     | أفراد من سكان كوكب المريخ يشبهون البشر في شكلهم الظاهر يسقطون بطائرتهم على كوكب الأرض، ويقومون ببعض الأفعال الغريبة واللطيفة. | 1973 (2000)                             | كوميديا |
| ع  | مستر مان شو          |                                     | مسلسل للأطفال مليء بالمرح والموسيقى، يعيش أبطاله في مدينة ديليدال وكل شخصية من الشخصيات تعبر عن اسمها. | 2008 (2015)                             | كوميديا |
| ع  | المضحكون             |                                     | عدة أشخاص ومخلوقات يقومون بأعمال مضحكة ومسليّة. | 1978 (2000)                             | كوميديا |
| م  | المعمار بوب          |                                     | يتحدث المسلسل عن مقاول للبناء يُدعى بوب يساعد في بناء وإصلاح مشاريع المدينة. | 2001 (2016)                             | بون بون |
| ع  | مغامرات بادينغتون    |                                     | يستعرض مغامرات دبٍ فضولي محبوب يحب اكتشاف العالم يُدعى «بادينغتون». | 2019 (2023)                             | مغامرات |
| ع  | مغامرات فريد         |                                     | يتحدث عن السلحفاة فريد الذي يعيش مغامراته مع أصدقائه الحيوانات الأخرى. | 1997 (2004)                             | بون بون |
| ع  | مغامرات مسعور ومذعور |                                     | يحكي مغامرات المحققان الكلب مسعور والأرنب مذعور. | 1997 (2005)                             | مغامرات |
| أن | مغامرات نغم          |                                     | القصة تحكي عن فتاة أتت من كوكب آخر تمر بالأخطار مع صديقها القزم سمير وصديقاها الطفلان الصغيران ويمرون بأشياء عجيبة. | 1992 (2000)                             | زمردة   |
| م  | مغامرات نودي         |                                     | يحكي عن مغامرات نودي الدمية الخشبية الصغيرة الذي يعيش في أرض الألعاب مع سيارته الحمراء والصفراء لأجرة. | 1992 (2003)                             | بون بون |
| ع  | مغامرات وادي الصبار  |                                     | يحكي عن طفل صغير راعي للبقر يُدعى «جواد»، يعيش في مغامرات مختلفة في بلدته مع أصدقاء في عمره. | 2020 (2023)                             | مغامرات |
| ع  | المغامرون            |                                     | يستعرض قصص قُدماء من رجال وبحارةٍ ومُستكشفين حفروا أسمائهم في صفحات التاريخ. | عقد 1990 (2000)                         | تاريخ   |
| أن | المفتش فابر          |                                     | مفتش ذكي يُدعى فابر يستعين بالحشرات ليستدل على حل القضايا. | 2000 (2005)                             | مغامرات |
| أن | المقاتل النبيل       |                                     | يحكي عن المقاتل أكيرا الذي يتعلم من جده أن القتال فنّ نبيل يُستخدم لحماية الآخرين لا لإيذائهم. | 1995 (2004)                             | أكشن    |
| ح  | مقتطفات علمية        |                                     | يستعرض بعض من المعلومات والحقائق العلمية الموثوقة ميدانياً. | 1993                                    | علوم    |
| عر | مندوس                |                                     | يحكي مغامرات الطفلين الإماراتيين محمد وميرة اللذان يعثران بالصدفة على صندوق الكنز الخشبي الطائر الذي يُعرف في التراث الشعبي الإماراتي باسم المندوس. | 2015 (2017)                             | مغامرات |
| ع  | المنقذون             |                                     | فرقة إنقاذ تقوم بمساعدة الناس من المخاطر والكوارث والفيضانات أو من أي مشاكل أخرى. | 1991 (2005)                             | أكشن    |
| ع  | مهرتي الصغيرة        |                                     | يحكي عن شخصيات لطيفة وهم أحصنة صغيرة، المسلسل مبني على سلسلة ألعاب ورسوم متحركة سابقة لدمى ماي ليتل بوني الخاصة بشركة هاسبرو للألعاب. | 2010 (2014)                             | زمردة   |
| ع  | موتشا لوتشا          |                                     | تتمحور حول مجموعة من الأصدقاء، الذين يعيشون في مدينة تهوى المصارعة المقنعة. | 2002 (2004)                             | كوميديا |
| ع  | موتورايز             |                                     | يحكي عن عالم سباق السيارات. | 2016[بحاجة لمصدر] (2018)                | رياضة   |
| م  | موجيكونز             |                                     | عدد كبير من الرموز والأشكال الدائرية يعيشون سويةً ويخوضون مغامراتهم معاً. | 2016 (2017)                             | مغامرات |
| ع  | مورتال كومبات        |                                     | يُركز على مجموعة من المحاربين المدافعين عن العدالة الذين يحاربون مجموعة من الدخلاء. | 1996                                    | أكشن    |
| ح  | موسوعة الكون         |                                     | مسلسل يستعرض معلومات وخبايا عن الكون. | غير معلوم (2000)                        | علوم    |
| أن | موكا موكا            |                                     | تدور أحداثها حول الفتاة ويبا وصديقها الديناصور الأخضر الصغير موكا موكا. | 1993 (2000)                             | بون بون |
| ع  | موكب العصور          |                                     | يحكي عن شخصيات وعلماء ومفكرون وأشخاص لهم أثرٌ بالغ في التاريخ وسيرة مشاهير خدموا الإنسانية. | 1991 (2006)                             | تاريخ   |
| ع  | مونزي                |                                     | مونزي مخلوق قمري، سقط إلى كوكب الأرض ليخوض المغامرات. | 2006 (2019)                             | أبجد    |
| ح  | مونستر جام           |                                     | هي مسابقة للشاحنات حيث كل شاحنة تري للحكام عرضها للحصول على النقاط. | 1992 (2017)                             | رياضة   |
| أن | مونستر هنتر ستوريز   |                                     | يحكي عن مجموعة من الأصدقاء الساكنين في القرية، وأحداثهم مع الوحوش الوليدة. | 2016 (2020)                             | أكشن    |
| أن | مونسونو              |                                     | تدور أحداث المسلسل حول إعادة ايقاظ الوحش المسمى مونسونو التي تجد طريقها إلى أيدي مجموعة من المراهقين الذين يبحثون عن المغامرة. | 2012 (2012)                             | أكشن    |
| ع  | المهرجون الصغار      |                                     | عدد من المهرجون الصغار يقضون أوقاتهم سويةً في المدينة. | 1987                                    | مغامرات |
| ع  | ميكانيمالز           |                                     | تقاتل مجموعة من خمسة فتيان لإيقاف مجموعة من الأشرار باستخدام الميكانيمالز، وهي آلات يمكن أن تتحول إلى مخلوقات محاربة قوية. | 2011 (2013)                             | أكشن    |
| م  | ميكي ماوس            |                                     | يتحدث المُسلسل عن مغامرات عدد من شخصيات شهيرة من ديزني لاند لحل المُشكلات والصعوبات التي تواجههم في كُل حلقة يترأسهم الفأر ميكي. | 2006 (2008)                             | مغامرات |

### ن
|    | العنوان                | الصورة (الغلاف، لقطة أو أي شيءٍ آخر) | نبذة | العرض الأصلي (العرض على سبيستون إن وُجِد) | الكوكب  |
| -- | ---------------------- | ----------------------------------- | --- | --------------------------------------- | ------- |
| ع  | نادي المليونيرات السري |                                     | يعرض المسلسل المستثمر الشهير وارن بافت كموجه سري لمجموعة من الأطفال الذين يتعلمون دروسًا في الحياة العملية من خلال مغامرات مليئة بالمرح في مجال الأعمال.                                                                                           | 2011 (2022)                             | علوم    |
| ع  | نادين                  |                                     | نادين هي فتاة صغيرة تخوض مغامرات شيّقة مع فريق من فتيات الكشافة بمراقبة معلمتهم. | 1993 (2002)                             | زمردة   |
| أن | ناروتو                 |                                     | تدور أحداث القصة حول النينجا المراهق ناروتو أوزوماكي الذي وجد نفسه منبوذًا من قبل سكان قريته بسبب الكيوبي الذي بداخله، لذلك وضع نصب عينيه أن ينال لقب الهوكاغي، وهو اللقب الذي يطلق على قائد القرية وأقوى نينجا فيها، لينال احترام واعتراف الجميع. | 1999 (2008)                             | أكشن    |
| أن | ناروتو إس دي           |                                     | هي سلسلة مانغا متفرعة من سلسلة ناروتو. تحكي السلسلة الحياة اليومية وكذلك تدريب نينجا الورق روك لي، الذي يستخدم التايجتسو ولا يستطيع استخدام النينجتسو والغينجتسو.                                                                                 | 2012 (2015)                             | كوميديا |
| ح  | نجمة الطبخ             |                                     | فرح هي فتاة تدرس في الصف الخامس وتحلم أن تصبح نجمة الغناء ولكنها فشلت بعد الأداء التجريبي وقررت المديرة طردها ولكنها لم تكن تريد ذلك فأعطتها فرصة بأن تصبح نجمة الطبخ. وهنا تبدأ حياتها الجديدة.                                                  | 2009 (2014)                             | زمردة   |
| أن | نجمة الطبخ             |                                     | فرح هي فتاة تدرس في الصف الخامس وتحلم أن تصبح نجمة الغناء ولكنها فشلت بعد الأداء التجريبي وقررت المديرة طردها ولكنها لم تكن تريد ذلك فأعطتها فرصة بأن تصبح نجمة الطبخ. وهنا تبدأ حياتها الجديدة.                                                  | 2009 (2014)                             | زمردة   |
| ع  | نزال شاولين الحاسم     |                                     | عُرض الجزء الأول والثاني من مُسلسل كونغ فو شاولين على سبيستون تحت اسم نزال شاولين الحاسم. | 2003 (2007)                             | أكشن    |
| ع  | نسور الفضاء            |                                     | يتحدث عن صراعات الفضاء وما يجري في الفضاء المفتوح. | 1995                                    | أكشن    |
| ع  | نقار الخشب             |                                     | مسلسل كوميدي بطله الشخصية الشهيرة وودي نقار الخشب. | 1999 (2000)                             | كوميديا |
| ع  | النمر المقنع           |                                     | تدور القصة حول رجل يريد تخليص رياضة المصارعة من الأشرار الموجودين بها. | 1981 (2000)                             | أكشن    |
| ع  | النمر الوردي والأبناء  |                                     | مسلسل يتحدث حول النمر الوردي ومغامراته مع إبنيه الصغيرين بينكي وبانكي وأصدقائهم. | 1984 (2018)                             | كوميديا |
| أن | نونتان                 |                                     | مجموعة من الحيوانات اللطيفة يعيشون مرحهم ومغامراتهم سويةً. | 1992 (2000)                             | بون بون |

### هـ
|    | العنوان         | الصورة (الغلاف، لقطة أو أي شيءٍ آخر) | نبذة | العرض الأصلي (العرض على سبيستون إن وُجِد) | الكوكب  |
| -- | --------------- | ----------------------------------- | --- | --------------------------------------- | ------- |
| أن | هجوم كابتن ثابت |                                     | يتحدث هذا المسلسل عن شخص يدعى ثابت يحب لعب الكرة ويحاول أن يتعلم تقوية ضرباته على يد معلمه شامل. | 1994 (2000)                             | رياضة   |
| أن | هزيم الرعد      |                                     | كان يهنأ الجميع بالعيش دون حروب ولا قتال، ساد بينها الحب والقانون بين الناس، لكن موت حاكم المجرة المقدسة زاد من الأطماع الفردية وحب السلطة وزعزع آمن المجرة وأدت إلى انهيار الاتحاد وكانت تلك هي بداية عصر الحروب. | 1994 (2000)                             | أكشن    |
| أن | همتارو          |                                     | تدور حلقاته عن هامستر صغير لونه أبيض وبرتقالي يعيش مع مالكته لورا، طالبة في الصف الخامس. | 2000 (2004)                             | زمردة   |
| أن | هنتر اكس هنتر   |                                     | إعادة إنتاج لنسخة 1999. | 2011 (2022)                             | مغامرات |
| ع  | هورس لاند       |                                     | ويُسمى أيضاً أرض الخيول، يتحدث عن خمس فارسات أساسيات وهن ساندي، زوي، كلوي، مولي، ألما وفارسيْن اثنين هما بيلي وويل.                                                                                                   | 2006 (2006)                             | زمردة   |
| ع  | هويت وآندي      |                                     | هويت وآندي معلقان رياضيان يقومان في كُل حلقة باستعراض نوع من أنواع الرياضة والتعليق عليها. | 1995 (2003)                             | رياضة   |
| أن | هيلو كيتي       |                                     | يتحدث عن مغامرات الشخصية الخيالية هيلو كيتي. | 2006 (2013)                             | زمردة   |

### و
|    | العنوان      | الصورة (الغلاف، لقطة أو أي شيءٍ آخر) | نبذة                                                                                             | العرض الأصلي (العرض على سبيستون إن وُجِد) | الكوكب  |
| -- | ------------ | ----------------------------------- | ------------------------------------------------------------------------------------------------ | --------------------------------------- | ------- |
| أن | ون بيس       |                                     | يتحدث عن لوفي الفتى الشاب الذي اكتسب جسمه خصائص المطاط بعد أكله بالخطأ فاكهة المحيط.             | 1999 (2009)                             | مغامرات |
| ع  | الولد العجيب |                                     | مؤنس فتى ظريف يعيش تجارب جديدة كل يوم ويقع في أخطاء جديدة.                                       | 1993                                    | كوميديا |
| أن | ويب دايفر    |                                     | يتحدث عن كنتو الفتى الذي يعيش في جزيرة ويتحدث مع أحد الأشخاص في الحاسوب والذي يُعتقد من عالم آخر. | 2001 (2005)                             | أكشن    |

### ي
|    | العنوان       | الصورة (الغلاف، لقطة أو أي شيءٍ آخر) | نبذة | العرض الأصلي (العرض على سبيستون إن وُجِد) | الكوكب  |
| -- | ------------- | ----------------------------------- | --- | --------------------------------------- | ------- |
| ع  | يحكى أن       |                                     | زاك وآني وأصدقائهما الحيوانات بلاتو وأورورا وسوك وآري يحكون حكايات قيمة ومفيدة. | 1996 (2006)                             | مغامرات |
| أن | ينبوع الأحلام |                                     | تدور القصة حول فتى عمره 16 عاماً اسمه نور، الذي كان يتدرب من صغره على الفنون القتالية، وكنتيجة لحادث تعرّض له أثناء رحلته التدريبية، أصابته لعنة تحوله لفتاة بمجرد ملامسته للماء البارد، لكن الماء الحار يعيده إلى هيأته الطبيعية كفتى.                                                   | 1989 (2011)                             | مغامرات |
| أن | يوكاي واتش    |                                     | يحكي حكاية زين الطفل الذي لم يتجاوز العاشرة من عمره والذي يتجول باحثاً عن حشرة كبيرة ليتباهى بها أمام زملائه، وإذ به يقف أمام آلة مرمية فيها كرات صغيرة، وفجأة يسمع صوتاً من داخل إحدى الكرات يطلب منه المساعدة، وبعد تردد يخرج زين الكرة ويفتحها فينطلق منها كائن أبيض اللون اسمه ويسبر. | 2014 (2016)                             | مغامرات |
| ع  | يوميات مدرسية |                                     | يروي المسلسل قصة جاد، وهو طالب ينتقل إلى مدرسة ابتدائية من ثلاثين طابقاً. | 2007 (2017)                             | كوميديا |

## الأفلام
جميع البرامج أدناه عُرضت على كوكب أفلام.
| - أسطورة سولينغ - الأسير الهارب - الأرض ما قبل التاريخ - الأمل - أنستازيا - الإعصار المدمر - ابنة البحر - بارتوك العظيم - بائع الحليب - بلال - حكايات تالا - حكاية خمسة عشر ولدا - حراس الغابة - ذئب الجبل الأبيض - رحلة نحول - روبوتس - الزائر | - زائر من المحيط - شرلوك هولمز في القرن 22 - الطوفان - العصر الجليدي - العصر الجليدي: الذوبان - العصر الجليدي: ظهور الديناصورات - عصر الجليد: انجراف القارات - عودة الرجل الحديدي (فيلم وثائقي) - عودة رياح الشمال (فيلم 1992) - عودة رياح الشمال (فيلم 1994) - الغني والفقير - الغواصة 707 - الفأر مانكس - فرسان الفضاء - فريق العجلات السريعة - فيرست فلايت - كمان النجوم | - كنز الحطاب - محارب الألعاب - محطات مسار البطريق - المحقق كونان: اللحظة الأخيرة - المحقق كونان: الهدف الرابع عشر - المحقق كونان: الرجل اللغز - المحقق كونان: الشاهدة الوحيدة - مسرح الحياة (جُزأين) - مطر من نار - المغامر كوغو - مغامرات الأرنب ريجي - المهمة الصعبة - نحو الشمس (الأجنحة الفضية) - همتارو (فيلم) - هورتن يسمع هووو! - هيلين الثعلبة الصغيرة |

## الفقرات والبرامج القصيرة
هذه قائمة بالفقرات أو المسلسلات القصيرة التي كانت أو لا زالت تُبث بين الفواصل.
|    | العنوان       | الصورة (الغلاف، لقطة أو أي شيءٍ آخر) | نبذة | العرض على سبيستون |
| -- | ------------- | ----------------------------------- | --- | ----------------- |
| عر | أبطال الطاقة  |                                     | رشيد وصديقه حيران يسعيان دائماً للحفاظ على الطاقة، ولكن مهمل وهدّار هدفهم هو هدر الطاقة وإخفاق مساعي رشيد وحيران.                                                  | 2023              |
| عر | دمتم سالمين   |                                     | يمثل حياة عائلة عربية وسط التقدم الحديث ويقوم بمعالجة بعض العادات السيئة في المجتمع.                                                                             | 2002              |
| عر | سلامتك        |                                     | نسخة كرتونية وإعادة إحياء للبرنامج التوعوي الخليجي الشهير «سلامتك» من إنتاج مؤسسة الإنتاج البرامجي المشترك الذي عُرضَ في بداية ثمانينات القرن الماضي.              | 2023              |
| عر | قصر المغامرات |                                     | يحكي عن مغامرات دب وقرد وأرنب في قصرٍ كبير. | 2020              |
| عر | كاتيز         |                                     | مسلسل كرتوني يتكون من حلقات قصيرة لا تتجاوز الـ 10 دقائق، كان يُعرض في فترة الفواصل الإعلانية ويتحدث عن مغامرات مضحكة لثلاث قطط؛ لولو كاتي وميمي كاتي وسوسو كاتي. | غير معروف         |
| ح  | مسرح العرائس  |                                     | فقرة تستعرض مسرحًا للدمى المتحركة وهي تُمَثّل أحداثًا وقصصًا من التاريخ.                                                                                               | غير معروف         |
| عر | مسرح العرائس  |                                     | فقرة تستعرض مسرحًا للدمى المتحركة وهي تُمَثّل أحداثًا وقصصًا من التاريخ.                                                                                               | غير معروف         |

## البرامج المباشرة والمسابقات
أقامت سبيستون وبمناسبة الذكرى السنوية لإطلاق القناة عددًا من المسابقات والبرامج الحية التي يستطيع المشاهد المشاركة من خلالها على الهواء مباشرة لفرصة الفوز بالعديد من الجوائز.
- كونان على الهواء (2000)[1] – بصوت «آمال سعد الدين»
- داي على الهواء (2001)[2] – بصوت «آمنة عمر»
- برنامج هدية (2006)[3] – بصوت «سمر كوكش»